# أرخيب كويندزي
أرخَيب كُويندزي (بالروسية: Архип Иванович Куинджи) (27 يناير 1842 ماريوبول - 24 يوليو 1910 سانت بطرسبرغ)، رسام مناظر طبيعية روسي من أصل يوناني يعتبر من أساتذة رسم المناظر الطبيعية وأحد الممثلين الرئيسيين للإضاءة في الفن الروسي.

## سيرة ذاتية

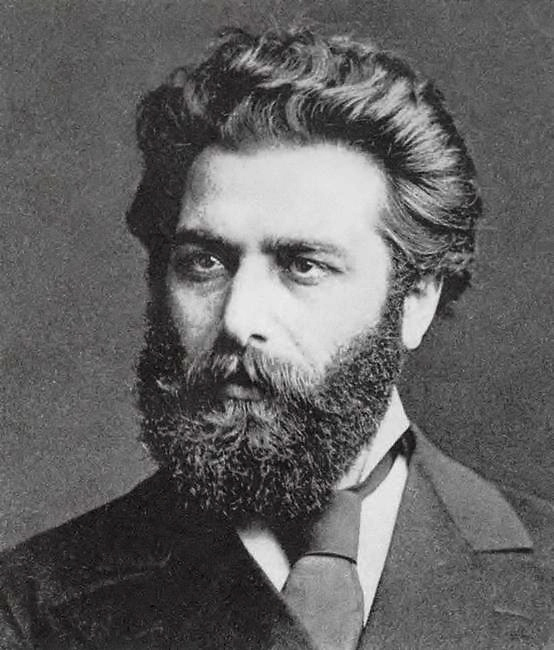
أرخيب كويندزي في ثمانينيات القرن التاسع عشر.

ولد أرخيب كويندزي في عائلة فقيرة، وكان والده صانع أحذية يوناني متواضع. اسم كويندزي يعني الصائغ في لغة أوروم، لغة إغريق القرم. فقد والديه في وقت مبكر جدًا وتم تربيته من قبل عائلة والده. لقد تعلم القليل من الكتابة والقراءة (باللغة اليونانية) في طفولته عندما كان يرعى الإوز ويشارك في وظائف مختلفة. أظهر كويندزي أحكام مبكرة جدًا للرسم. في صيف عام 1855 ، في سن الرابعة عشرة، ذهب إلى الرسام إيفان إيفازوفسكي، في شبه جزيرة القرم في فيودوسيا، على أمل أن يصبح متدربًا هناك. لكن إيفازوفسكي لم يكن مهتماً بعمله. ولكن ساعده الرسام أدولف فيسلر. قليلاً في الرسم وأستقبله في منزله. بعد بضعة أشهر، غادر أوديسا إلى تاغانروغ. عمل كمحسِّن للصور مع مصور في أوديسا لمدة ثلاث سنوات، ثم عمل في تاغانروغ مع مصور آخر، حتى أنه فتح استوديو الصور الخاص به هناك، ولكن دون جدوى.
تم قبول إحدى لوحاته الأولى، «لودج تتار القرم» (مفقودة الآن)، في عام 1868 في معرض في الأكاديمية، حيث تم قبوله كطالب مجاني. أصبح رسامًا رسميًا في عام 1872 ، عن لوحته «سقوط كارثة» (1872 ، المتحف الروسي، سانت بطرسبرغ)، وحصل على ميدالية برونزية في المعرض العالمي في لندن عام 1874 وشارك في معارض الرسامين المتجولين. الذي أصبح عضوًا كاملًا فيها في عام 1877. في ذلك الوقت التقى بالرسامين إيفان كرامسكي وإيليا ريبين. كانت لهذه الاجتماعات أهمية كبيرة على عمل كويندزي الذي بدأ يتحول إلى تصور واقعي.

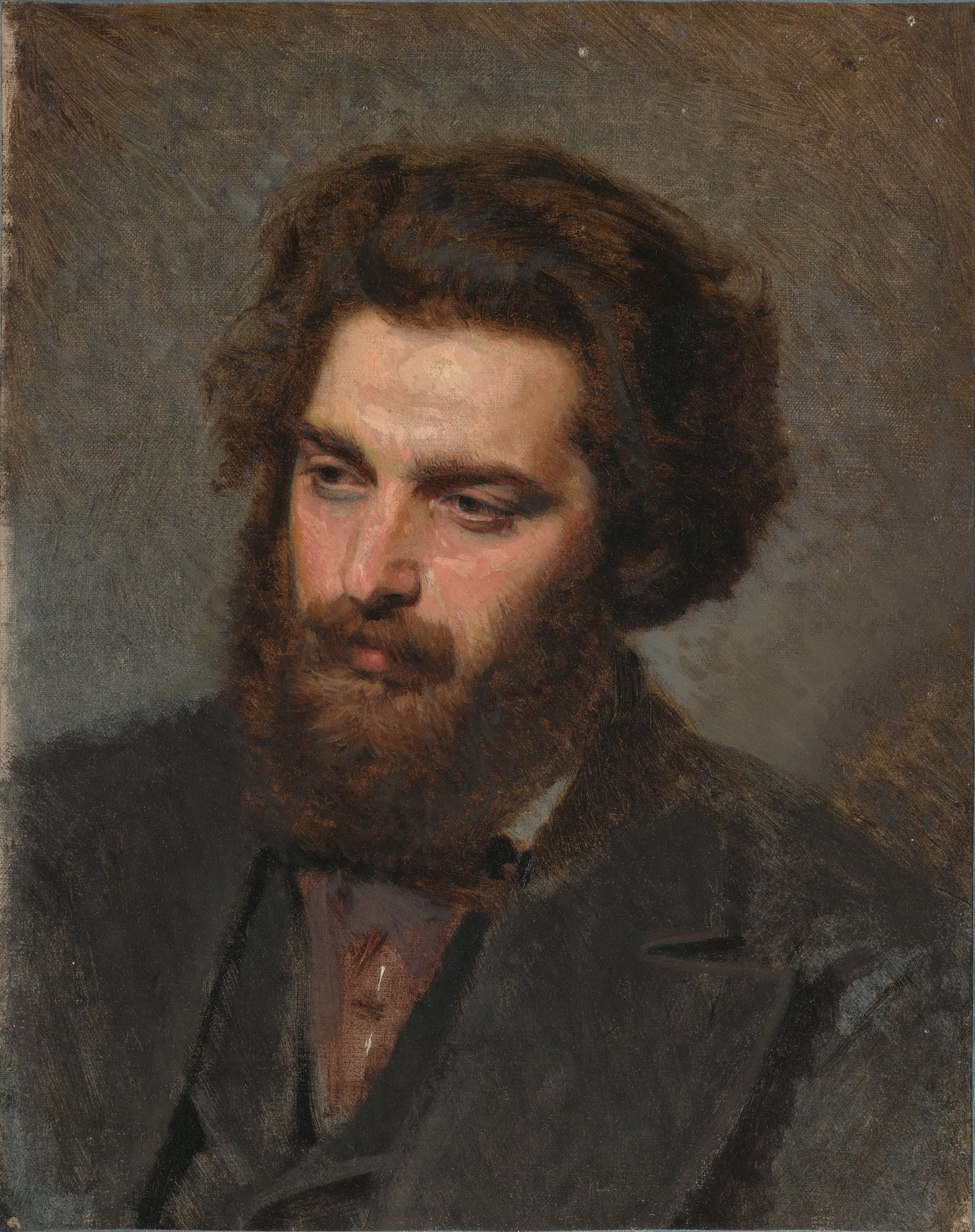
أرخيب كويندزي بريشة إيفان كرامسكوي 1872.

قاد شغفه بالأفكار المتجولة كويندزي إلى إنشاء أعمال مثل «كارثة خريفية» (1872 ، المتحف الروسي، سانت بطرسبرغ)، «القرية المنسية» (1874 ، معرض تريتياكوف، موسكو)، «الطريق إلى ماريوبول» (1875 ، معرض تريتياكوف، موسكو). في هذه اللوحات، تسود الأفكار الاجتماعية، والرغبة في التعبير عن مشاعره السياسية، وهذا هو السبب في أنه يدركها بألوان مظلمة وحتى قاتمة. لكن نطاق الألوان يظل متنوعًا ويخفف من الشعور بالثقل والإحباط ويثير التعاطف مع الشخصيات الممثلة في العمل. تم عرض كل هذه الأعمال كجزء من المعارض الخاصة بالهائمون وحققت نجاحًا كبيرًا. بدأ الحديث عنه مما أعطاه الثقة وقرر عدم حضور دروس الأكاديمية بعد الآن.

### تطور أسلوبه (1870)

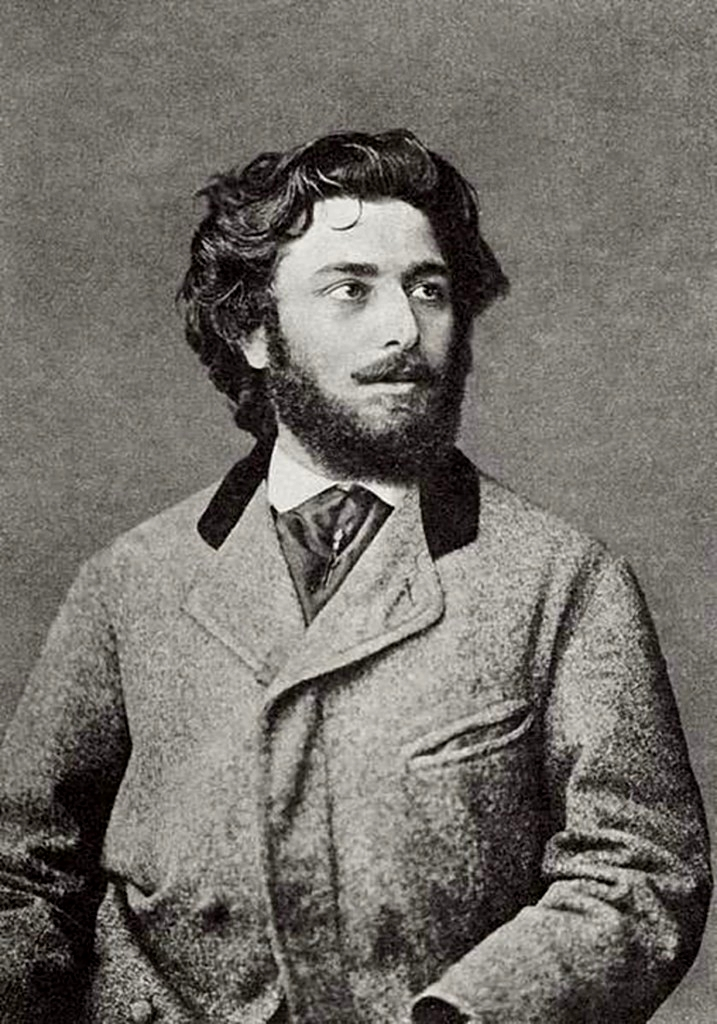
أرخيب كويندزي في سبعينيات القرن التاسع عشر.

ومع ذلك، لا يتبنى كويندزي جميع أفكار الهائمون. منذ عام 1870 ، زار جزيرة فالام في عدة مناسبات، وهي مكان مفضل لرسامي المناظر الطبيعية في بيتربورغ، في عام 1873 ، ابتكر العديد من المناظر طبيعية الرائعة مثل: في جزيرة فالام (معرض تريتياكوف) وبحيرة لادوجا (المتحف الروسي)، والتي بطريقتهم الخاصة تخلق خرقًا لمفاهيم مشاهد الهائمون أو الابتعاد عنها بأي حال من الأحوال. تتميز لوحة «في جزيرة فالام» بواقعية الطبيعة واستخدام عناصر رومانسية مثل السماء العاصفة المُهددة، وضوء الشفق الغامض، والقلق الذي ينبثق عنها. عُرضت اللوحة القماشية في معرض أكاديمي، ثم في فيينا وكانت في النهاية أول لوحاته التي حصلت عليها مجموعة معرض تريتياكوف.

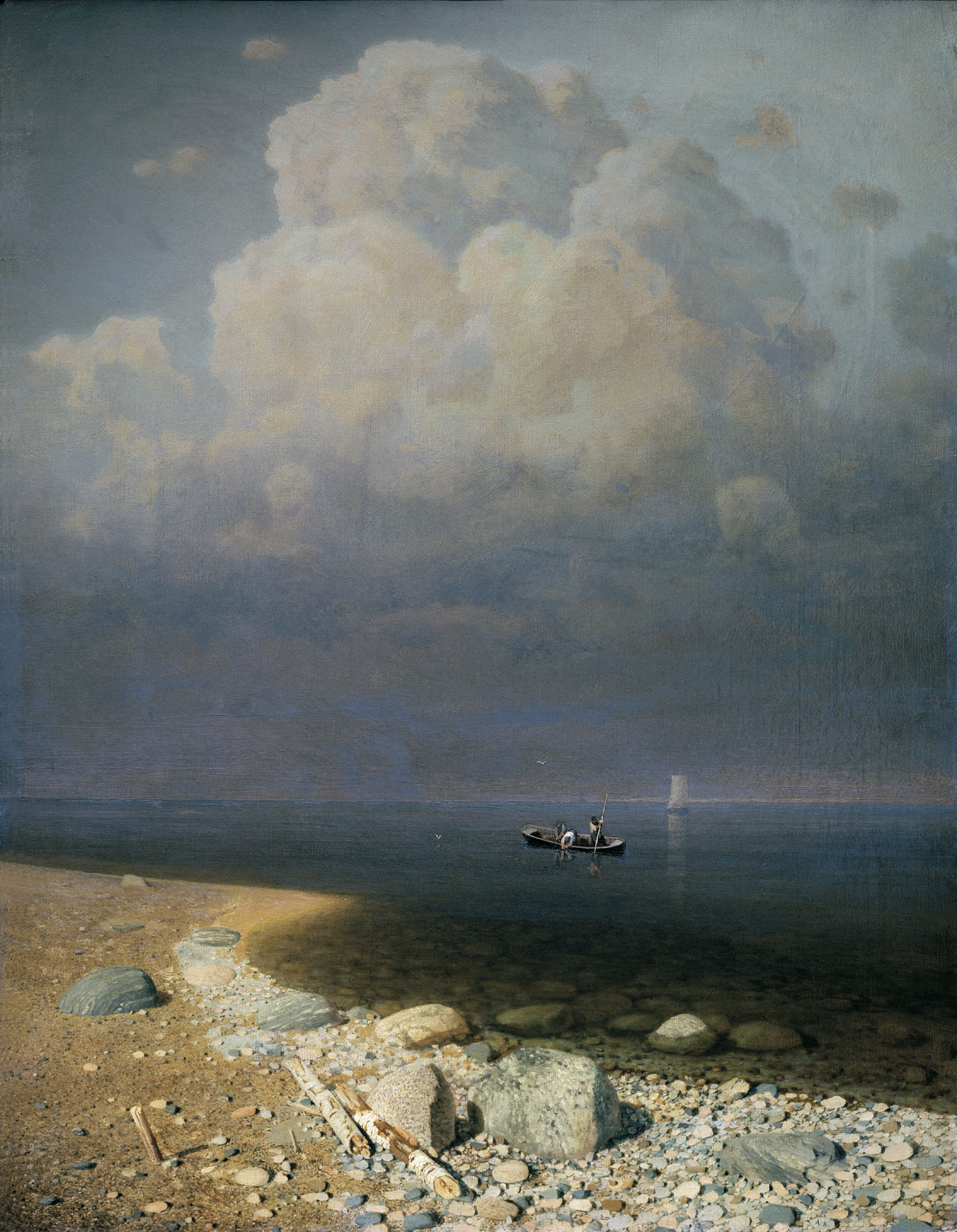
«بحيرة لادوجا» بريشة كويندزي، 1870 المتحف الروسي.

بينما تجذب لوحة «بحيرة لادوجا» الأنظار بأناقة أسلوبها، وخفة التصميم وبراعته، والتأثير الناتج عن الخلفية الحجرية التي تتألق عبر المياه الشفافة. ترتبط مع هذه اللوحة فضيحة، لم تنفجر إلا بعد عشر سنوات، في عام 1883 ، عندما ظهرت لوحة لروفيم سودكوفسكي بعنوان «الهدوء المسطح»، والتي تستخدم نفس الأسلوب. أتهم كويندزي سودكوفسكي بالسرقة الأدبية، ويجادل معه الذي كان مع ذلك صديقه ويطالب الصحافة، بأن لا تضع العملين على قدم المساواة، بالإبلاغ عن حقوق النشر الخاصة به. يقف فنانون آخرون من سانت بطرسبرغ إلى جانب واحد أو آخر من الرسامين. بحيث يتفق إيفان كرامسكي وإيليا ريبين علانية على أن لوحة سودكوفسكي «الهدوء المسطح» تعتبر سرقة فكرية مباشرة ويتفقان مع كوندجي. من ألجدير بالذكر أعرب الكاتب فيودور دوستويفسكي عن تقديره بشكل خاص لهذه اللوحة (بحيرة لادوجا) التي يبدو أن ظلامها ورطوبتها تتغلغل ألى المشاهد. 
في عام 1875 ، كان كويندزي في فرنسا. ينتهز الفرصة لشراء معطف وقبعة عالية لحفل زفافه. عاد إلى ماريوبول حيث تزوج من ابنة تاجر ثري، فيرا ليونتيفنا كيتشردجي تشابوفالوفا، التي أحبها منذ طفولته. بعد الزفاف ذهبا إلى جزيرة فالام.

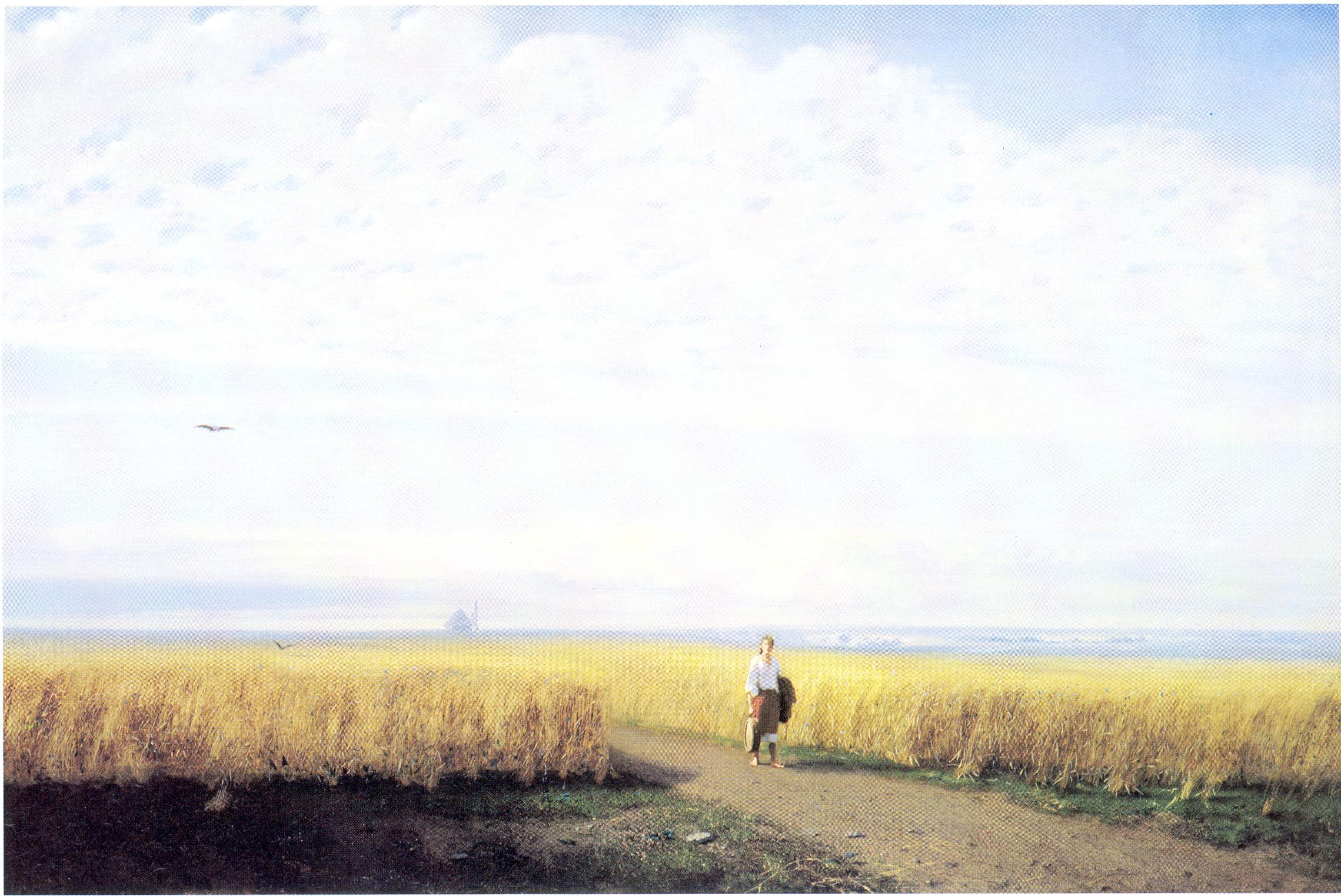
«الخطوات» بريشة كويندزي ، 1875.

في نفس العام، في معرض الهائمون، أنتج كويندزي لوحة «الخطوات»، وفي العام التالي، في عام 1876 ، كانت لوحة «الليلة الأوكرانية» ناجحة للغاية بتكوينها شبه الزخرفي للمناظر الطبيعية. بهذه اللوحة القماشية تبدأ الفترة الرومانسية لعمل الرسام، مما يخلق نظام زخرفي أصلي بين الرسامين الروس.
في عام 1875 ، وافق كويندزي على أن يصبح عضوًا في مجموعة الهائمون، لكنه تخلى بعد عام عن أفكار المجموعة في لوحاته. الشيء الرئيسي بالنسبة له هو الاستمتاع بجمال الحياة وتفسيرها وفقًا لأفكاره الخاصة عن الجمال بدلاً من اتباع أفكار هذه الحركة.  هذا الموقف من كويندزي جعل تقييم عمله صعبًا على معاصريه، على الرغم من كل إعجابهم به.
خلال المعرض العالمي لعام 1878 في باريس، تم التعبير عن إعجاب الجمهور والنقاد بعمله بالإجماع في حضور الزوجين كويندزي. اعترف الجميع بغياب التأثير الأجنبي في أعماله. يصف الناقد الذي دافع عن الانطباعية كويندزي بأنه «أكثر الرسامين الروس إثارة للاهتمام، حيث يشعر المرء بجنسية الأصل أكثر من الآخرين». في نفس العام، بدأ الرسام العمل على لوحته «الليلة الأوكرانية»، والتي استمر لمدة 23 عامًا.

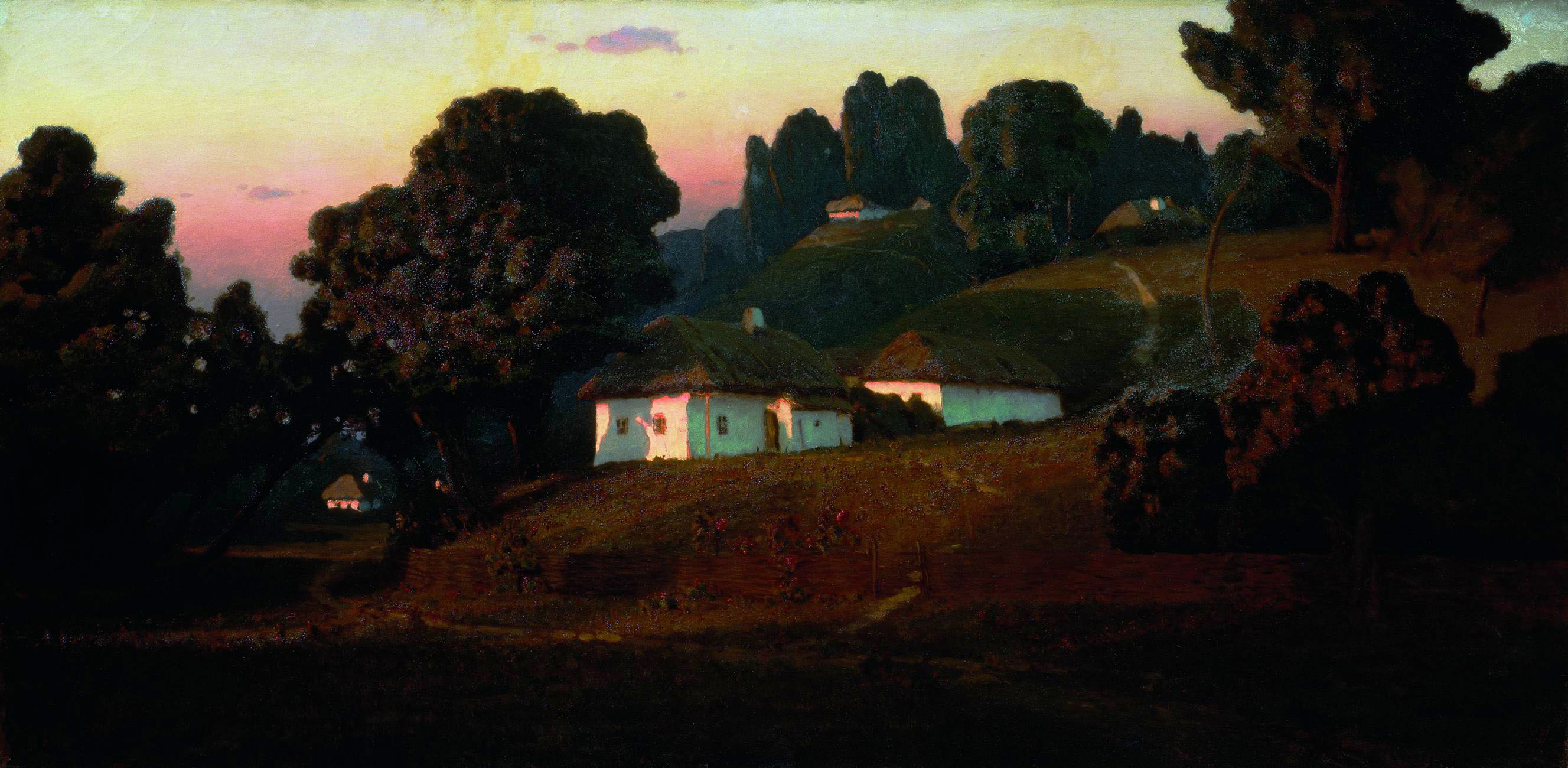
«الليلة الأوكرانية» بريشة كويندزي ، 1878 ، المتحف الروسي ، سانت بطرسبرغ.

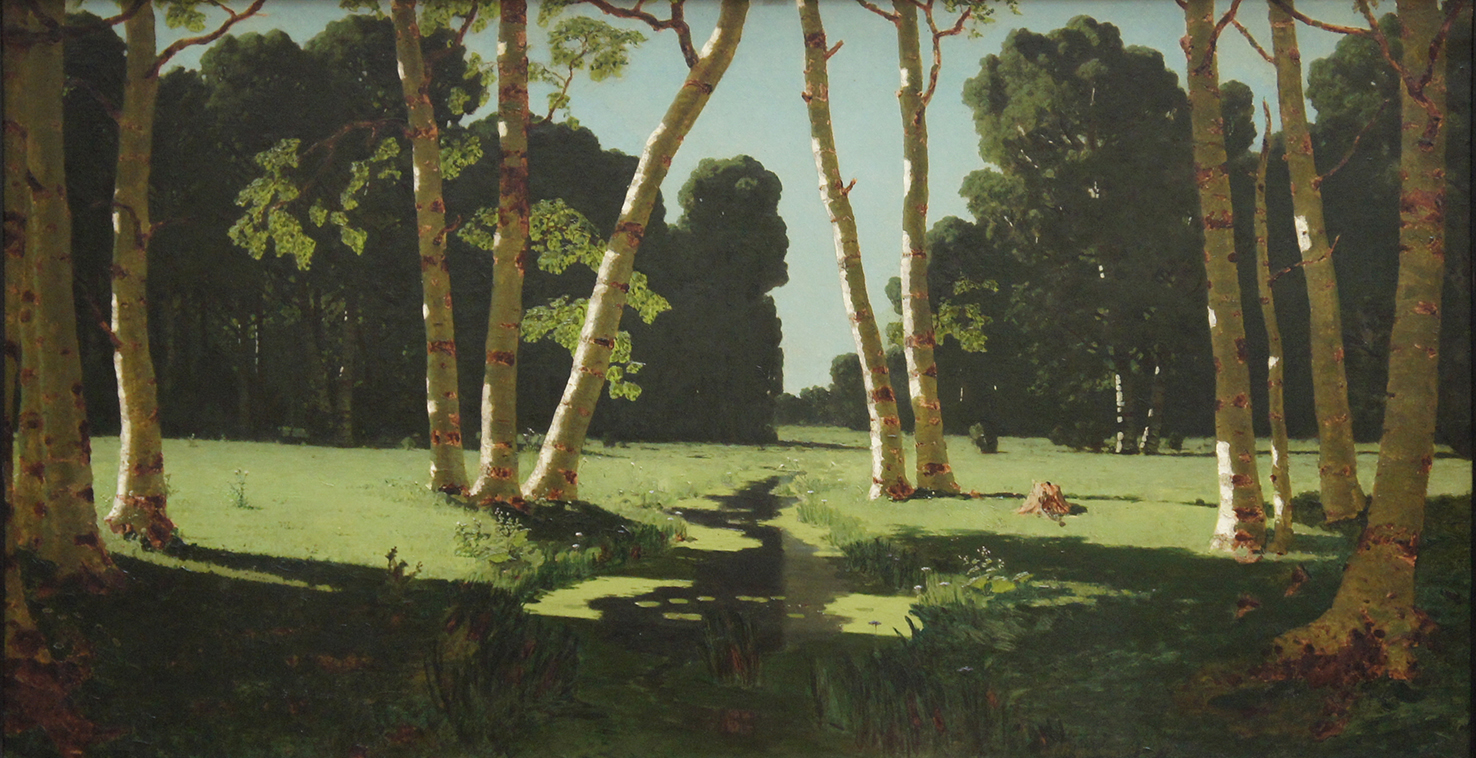
"القليل من خشب البتولا" بريشة كويندزي،1879. معرض تريتياكوف في موسكو.

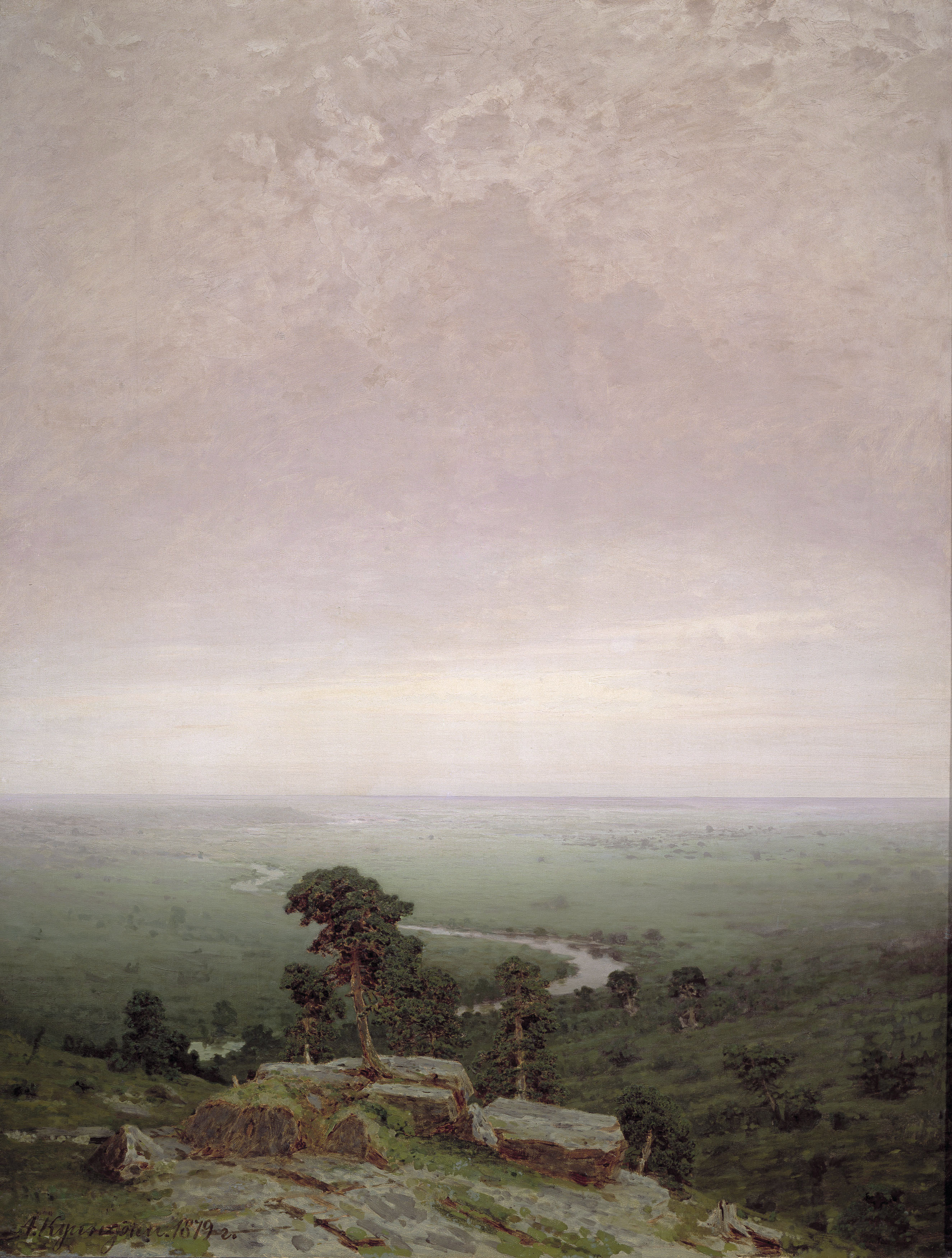
"الشمال" بريشة كويندزي،1879. معرض تريتياكوف في موسكو.

في عام 1879 ، قدم كويندزي للجمهور ثلاثية من المناظر الطبيعية: الشمال، القليل من خشب البتولا وبعد المطر (كل هذه اللوحات موجودة في معرض تريتياكوف في موسكو). يظهر تكوين هذه المناظر الطبيعية أن الفنان درس الانطباعية. على الرغم من أنه لا يستخدم التقنيات الكلاسيكية، إلا أن افتتانه بنقل الضوء بعد العمليات المختلفة يجعل هذه الدراسة واضحة (فصل الألوان الديناميكية، هزات ضربات الفرشاة، خفة سمائه، مزيج الألوان المختلف الدقيق).
في 21 مارس 1879 ، تم انتخاب أرخيب كويندزي وميخائيل كلودت في لجنة مراجعة الهائمون. ولكن في نهاية العام نفسه، انفصل كويندزي عن هذه المجموعة. سبب هذا التمزق هو مقال مجهول نشر في إحدى المجلات تحدث فيه المؤلف عن أعمال كويندزي والهائمون بشكل عام بطريقة قاطعة. واتهم كويندزي على وجه الخصوص بالرتابة، وإساءة استخدام المؤثرات اللونية الخاصة والرغبة المفرطة في العرض. بعد مرور بعض الوقت، أصبح اسم الناقد معروفًا: اتضح أنه ميخائيل كلودت نفسه. سأل كويندزي عن استبعاد كلود من الهائمون، لكنه أدرك أنه لن يتم استبعاده (كان كلود أستاذًا في أكاديمية الفنون الجميلة)، وأعلن هو انسحابه، على الرغم من حقيقة أنه جرت محاولات كثيرة لإقناعه بالبقاء. يقترح العديد من الباحثين (ولا سيما فيتالي مانين) الذين اعتمدوا على مذكرات كرامسكي حول هذا الحادث، أن كل ذلك كان مجرد ذريعة لكويندزي للخروج من مجموعة الهائمون. كان الانفصال يتخمر لفترة طويلة: لم يتبع كويندزي طريقه بثقة فحسب، بل اتخذ أيضًا المقياس الكامل لشعبيته ومكانته في الرسم الروسي والأوروبي. كانت مجموعة الهائمون مقيدة للغاية بالنسبة له، فقد حدوا من مواهبه كثيرًا وكان الانفصال عنهم مسألة وقت بسيطة. ومع ذلك، حتى نهاية حياته حافظ على علاقات ودية مع العديد منهم، وشارك في لقاءاتهم. في جنازة فاسيلي بيروف عام 1882 ألقى خطابًا صادقًا وقويًا استمع إليه الحاضرون، وفقًا لشهادة ميخائيل نيستيروف، باحترام كبير.

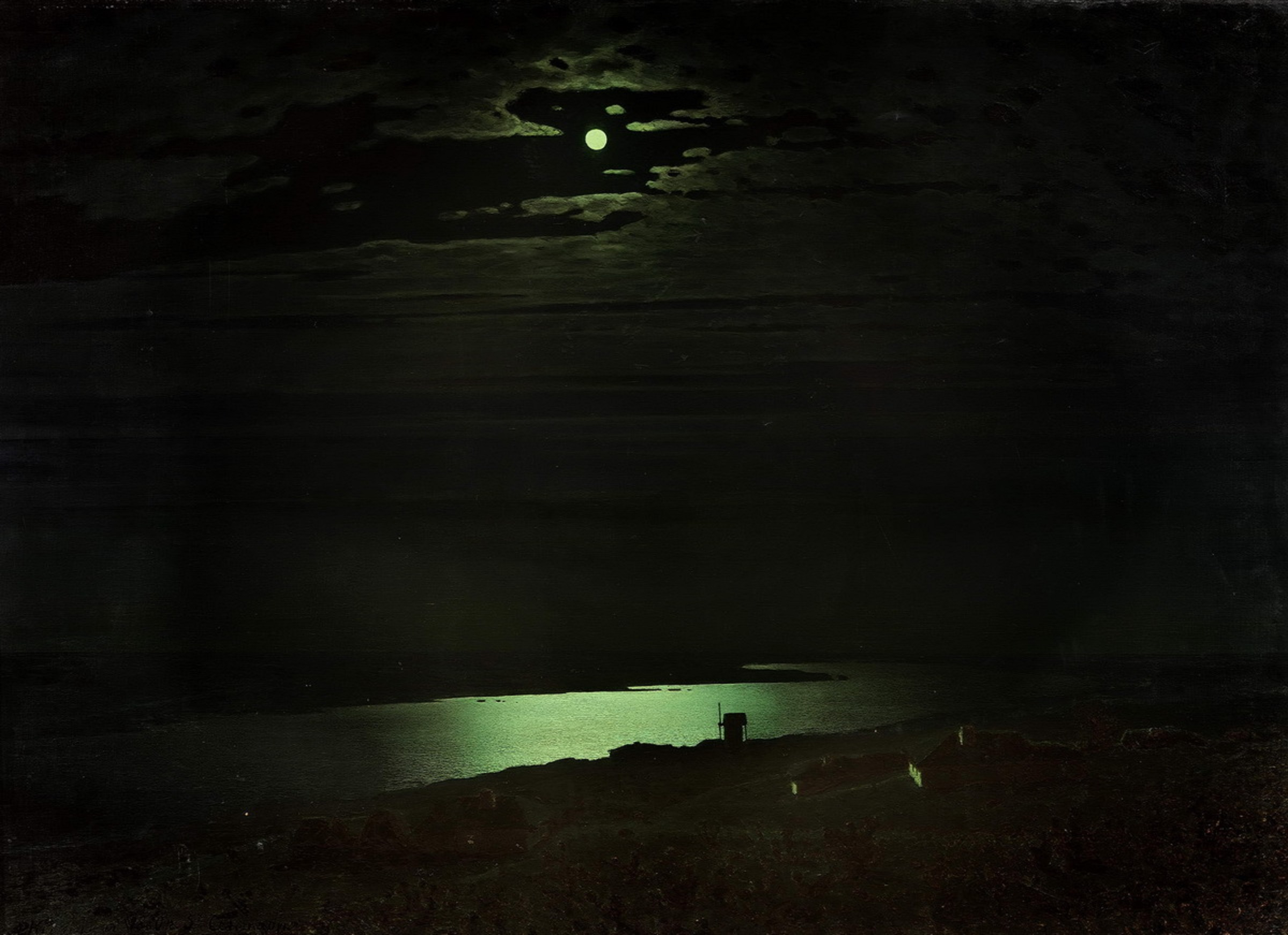
"ضوء القمر فوق نهر الدنيبر" بريشة كويندزي 1880، المتحف الروسي ، سانت بطرسبرغ.

كانت إحدى عواقب انسحاب كويندزي من مجموعة الهائمون هو قراره بتنظيم معرض في الفترة من أكتوبر إلى نوفمبر 1880 في الجمعية الإمبراطورية لتشجيع الفنون الجميلة مع لوحة وحيده وهي «ضوء القمر فوق نهر الدنيبر»، المتحف الروسي، سانت بطرسبرغ). نظم كويندزي بعناية إطار معرضه، بحيث حجب نوافذ الغرفة وأضاء اللوحة بشعاع كهربائي. حقق العمل نجاحًا لا يصدق وأثيرر حماسًا كبيرًا بين المتفرجين، لقد اندهشوا من مزيج الألوان الجديد. لتحقيق ذلك، قام الفنان بتجربة الأصباغ الملونة واستخدام البيتومين. بعد ذلك اتضح أن ألوان البيتومين هشة وتتحلل وتغمق تحت تأثير الضوء والهواء. لعبت هذه الخصوصية في أسلوبه للأسف دورًا في تأريخ اللوحة. حلم العديد من هواة الجمع بهذه اللوحة، لكن كويندزي باعها إلى دوق روسيا الأكبر قسطنطين، الذي أخذها معه في رحلة عالمية بالقارب. نصح العديد من الأشخاص الدوق الأكبر بعدم أخذ هذه اللوحة القماشية في رحلة، لكنه رفض، وتحت تأثير هواء البحر، تم تغيير تركيبة اللون وخفت أللوحة. لكن على الرغم من كل شيء، لا يزال عمق اللوحة وقوتها لا يزال يشعر بها المشاهدون الحاليون. على هذه اللوحة، فإن العناصر الفلسفية للمناظر الطبيعية مدركة بالفعل بوضوح، مما يشكل انتقالًا في عمل كويندزي إلى مستوى مختلف تمامًا، حيث لم تعد الرغبة الرئيسية للفنان هي تمثيل الواقع نفسه على القماش، ولكن التفكير فيه، وبالتالي الوصول إلى المعنى النهائي للأشياء. 

### سنوات التقاعد (1880)

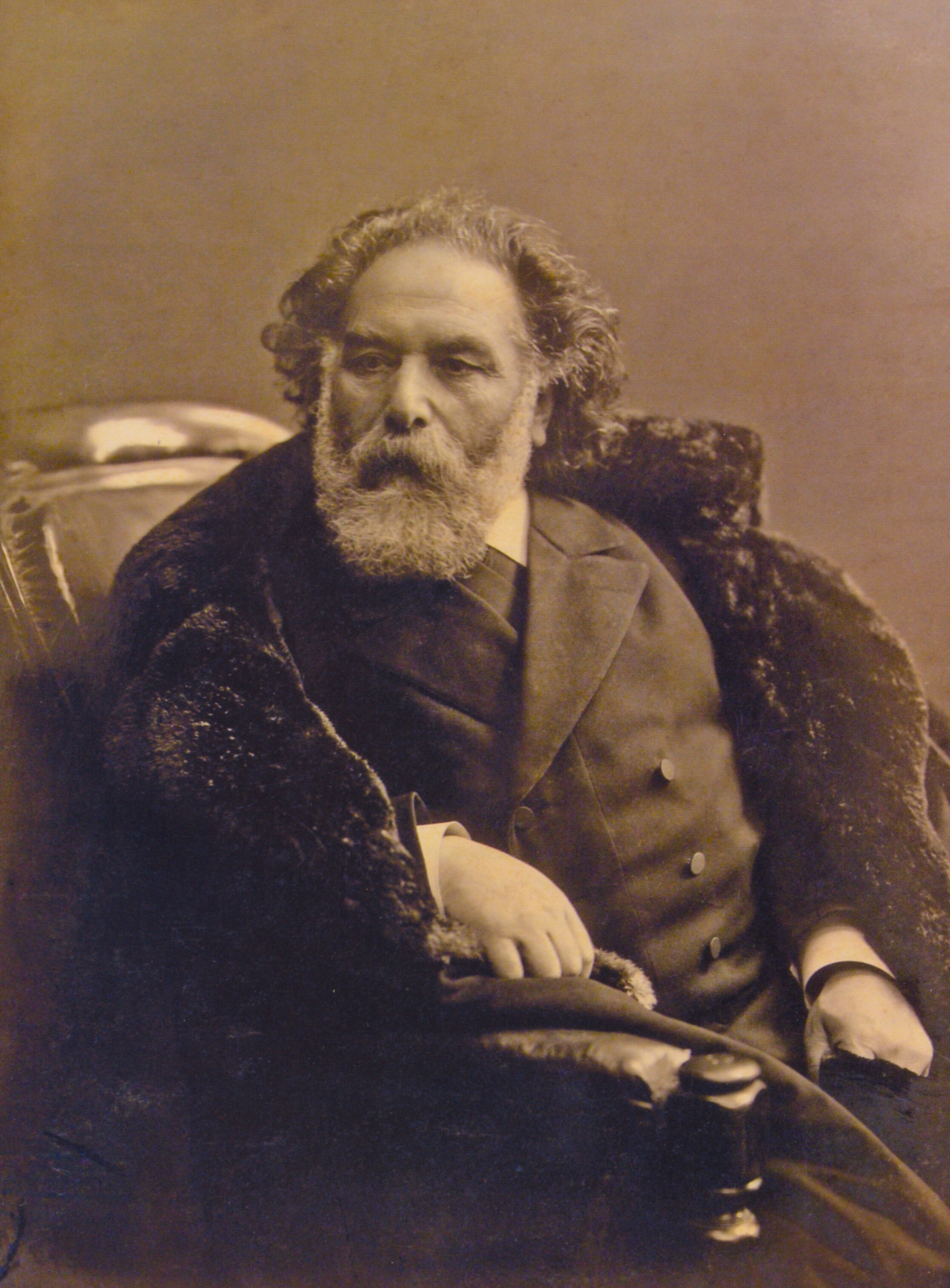
أرخيب كويندزي حوالي عام 1900 ، في سن 58 عامًا.

استمر في العرض، وحقق المزيد والمزيد من النجاح منذ ثمانينيات القرن التاسع عشر. في عام 1881 ، نظم كويندزي مرة أخرى معرضًا لواحدة فقط من لوحاته وهي: القليل من خشب البتولا (1879 ، معرض تريتياكوف، موسكو)، والتي حصلت على نفس نجاح اللوحة السابقة. وفي عام 1882 قدم لوحة: "الدنيبر في الصباح" (1881 ، معرض تريتياكوف، موسكو). استقبل الجمهور هذه اللوحة الأخيرة ببرود مع قدر من الشك.
في يونيو من نفس العام، أقام معرضًا للوحتين فقط: القليل من خشب البتولا وضوء القمر فوق نهر الدنيبر،  وبعد ذلك ظل صامتًا لمدة عشرين عامًا، تقاعد إلى ورشة عمله ولم يعد يعرض أعماله لأي شخص. لم يُكتشف حتى اليوم لماذا اختار الفنان الذي كان في ذروة شهرته، مثل هذا التقاعد، لكن يبدو أنه سئم من الضجيج المصاحب لكل من معارضه التي برز فيها من جانب واحد. آراء متحمسة، وانتقد من جانب اخر. بحيث كان يقول منتقدوه بأنه كان يرغب في الحصول على تأثيرات رخيصة من خلال أستخدام الإضاءة الاصطناعية لإضفاء مظهر غامض على لوحاته. ألقى الجمهور والنقاد باللوم على سلوكه في الإنهاك، لكنه لم يكن كذلك؛ استمر الرسام في العمل بلا كلل وبأساليب مختلفة، وفي نفس الوقت كان يبحث عن أصباغ جديدة ومنتجات أرضية للوحاته، بحيث تقاوم تأثير الهواء المحيط وتحتفظ بألوانها البدائية. في ذلك الوقت، قام بإنشاء حوالي خمسمائة رسم تخطيطي ولوحة، تم جمع العديد منها، كما فعل الانطباعيون، من خلال سلسلة مواضيعية وثلاثمائة عمل رسومي آخر.
في عام 1886 ، اشترى كويندزي أرضًا في الطرف الجنوبي لشبه جزيرة القرم بمساحة 245 ديسياتين مقابل 30 ألف روبل، عاش هناك في البداية بمفرده مع زوجته في كوخ صغير. بمرور الوقت، كان قد شيد ملكية سارة هناك، حيث اعتاد الرسام أن يأتي مع طلابه لممارسة الرسم على الزخرفة.
في عام 1888 ، ذهب كويندزي، بدعوة من فنان من مجموعة الهائمون، إلى القوقاز. لأنهم كانو يشهدون ظاهرة جبلية بصرية نادرة تسمى شبح بروكين. إنه الظل المكبر بشكل كبير لجسم، يُرى من قمة جبل تواجه بعيدًا عن الشمس، أو على سحابة من قطرات الماء، أو على الضباب. كان الشبح، وهو ظاهرة نادرة، محاطًا بدائرة مضيئة ملونة مثل قوس قزح.

بالعودة إلى سانت بطرسبرغ، ابتكر كويندزي، الذي أعجب بهذه الرحلة، سلسلة من المناظر الطبيعية الجبلية التي تمتزج فيها الرومانسية بالرؤية الفلسفية. ما يميز هذه اللوحات من القوقاز هو رمزها لبلد مثالي لا يمكن الوصول إليه. يقترح بعض الباحثين أن هذه اللوحات من القوقاز هي التي ألهمت نيكولاس رويريتش في لوحاته للمناظر الطبيعية لجبال الهيمالايا.

لوحات كويندزي من 1880-1890
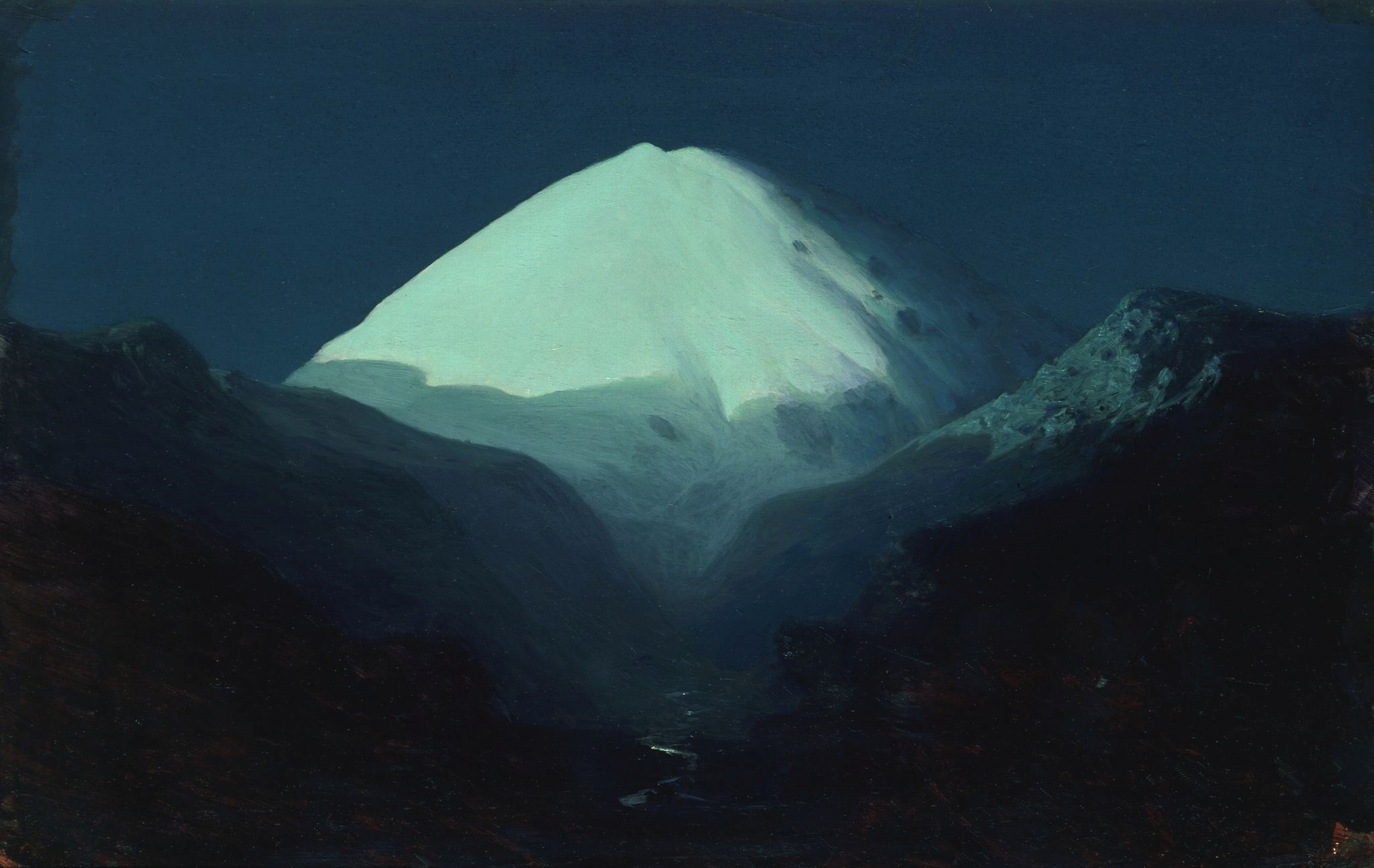
ضوء القمر 1890-1895
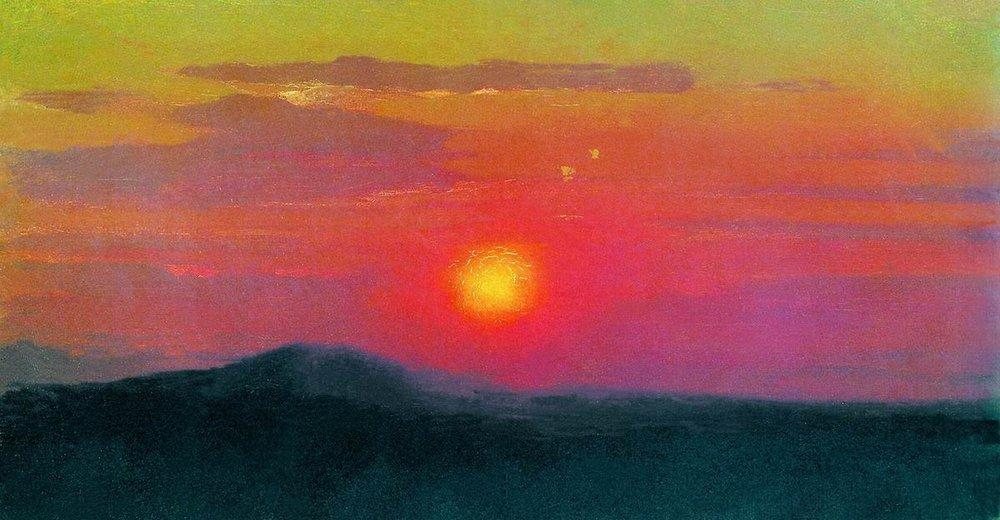
غروب الشمس 1890-1895
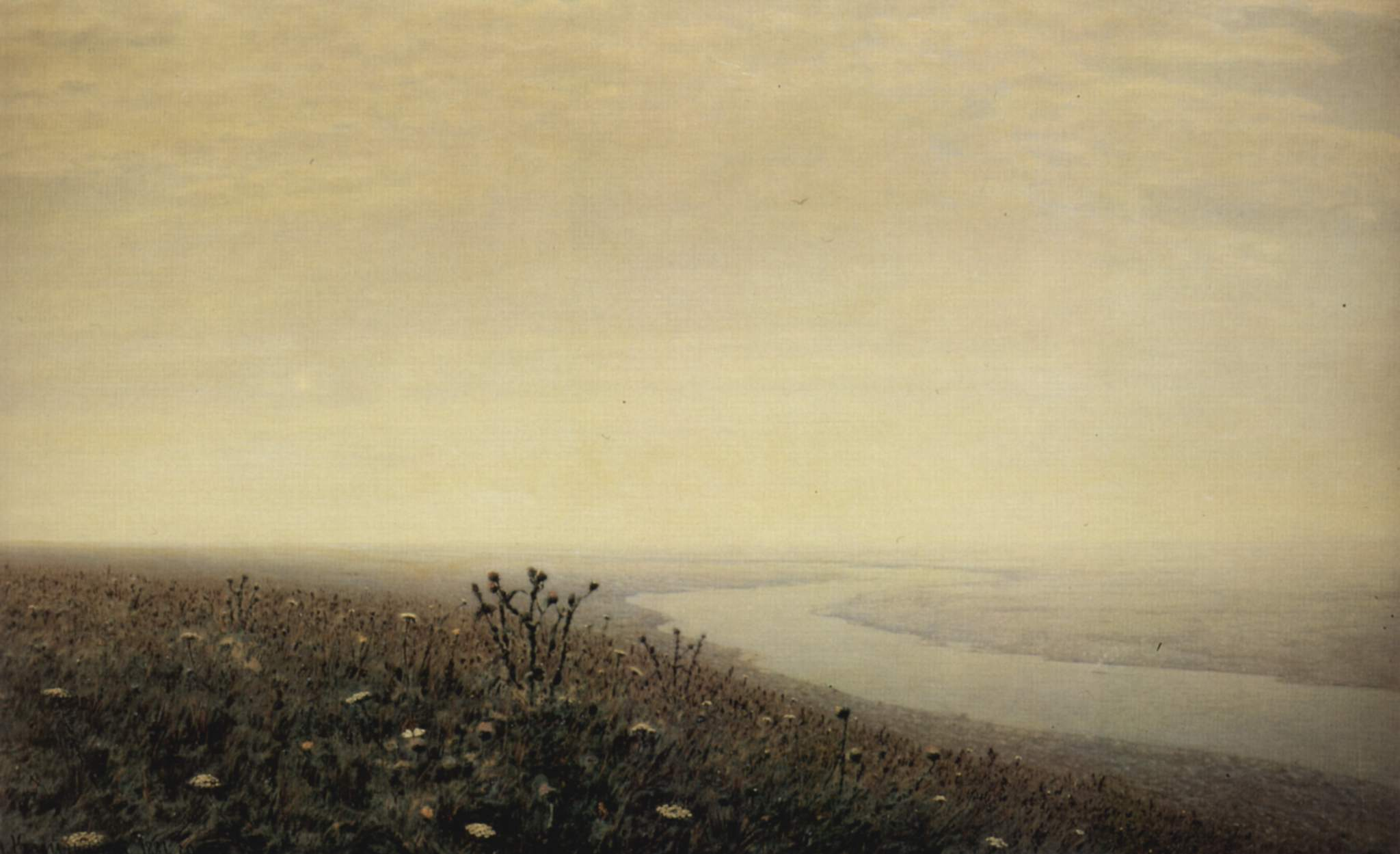
الدنيبر ، في الصباح ، 1881

أصبح أستاذاً في الأكاديمية الإمبراطورية للفنون الجميلة في سانت بطرسبرغ حيث درس من 1894 إلى 1897 وتلقى جوائز مهمة ومبالغ مالية كبيرة.
في عام 1901 ، تخلى كويندزي عن تقاعده ليُظهر لطلابه وعدد قليل من الأصدقاء لوحة: «الليلة الأوكرانية» (المتحف الروسي، سانت بطرسبرغ)، ولوحة يسوع في كنيسة جت الزيوت (1901 ، في متحف قصر فورونتسوف في ألوبكا)، نوع ثالث من لوحة «القليل من خشب البتولا». (1901)، (المتحف الوطني للفنون الجميلة في بيلاروسيا في مينسك) ومرة أخرى "ضوء القمر فوق نهر الدنيبر". كما في الماضي، سحرت لوحاته الجمهور، وبدأنا نتحدث عن كويندزي مرة أخرى. وفي نوفمبر من نفس العام، تم تنظيم آخر معرض للفنان، وبعد ذلك لم يشاهد أحد أي لوحات جديدة خلال حياته. يحاول بعض شهود العيان تفسير موقف الرسام خلال السنوات العشر الأخيرة من حياته من خلال استيائه بسبب عدم فهم جزء من جمهوره.

في عام 1909 ، أنشأ شركة «جمعية الفنانين» التي أورثها ممتلكاته عند وفاته.

لوحات كويندزي بعد عام 1900
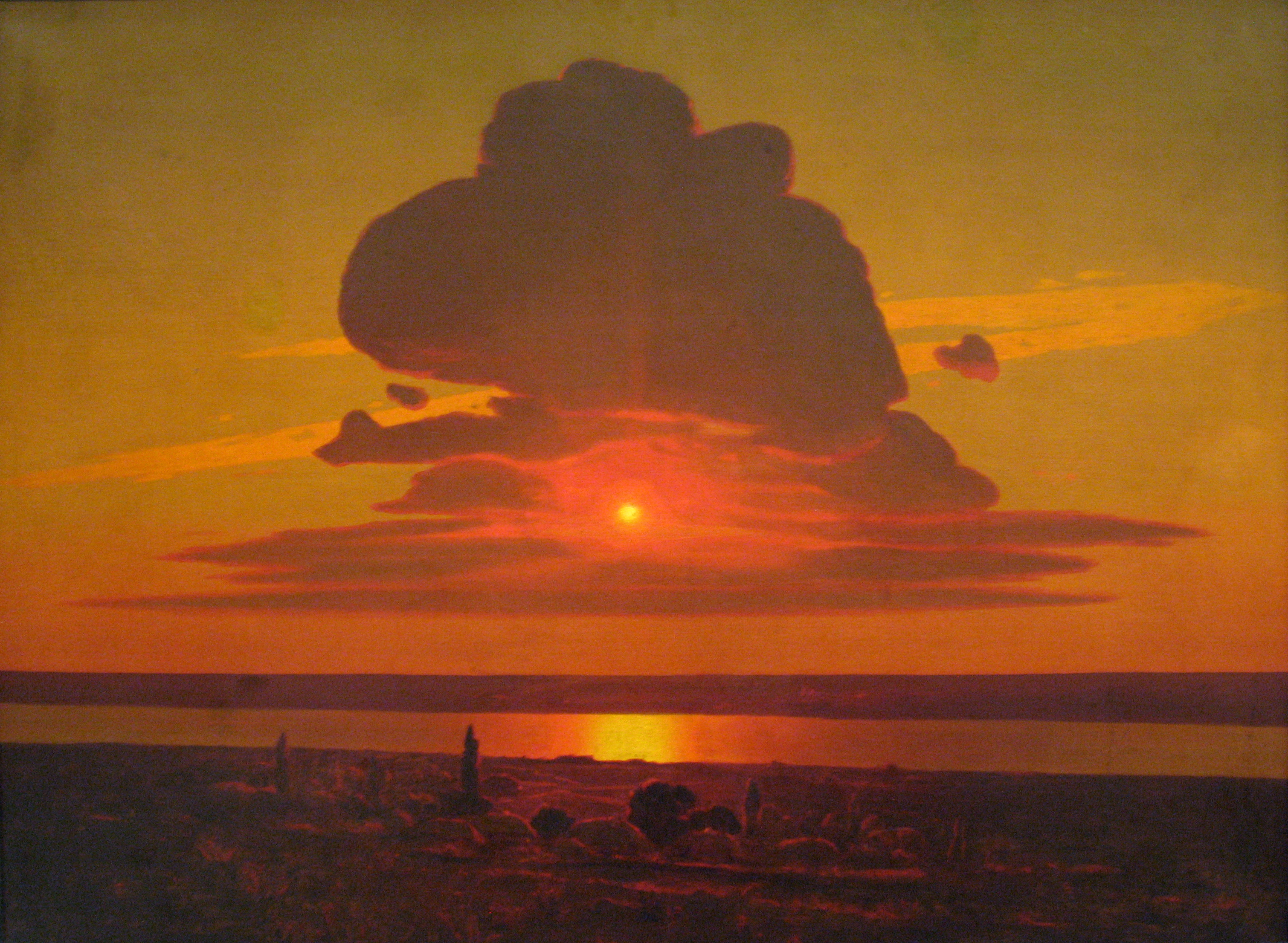
الغروب الأحمر 1905-1908
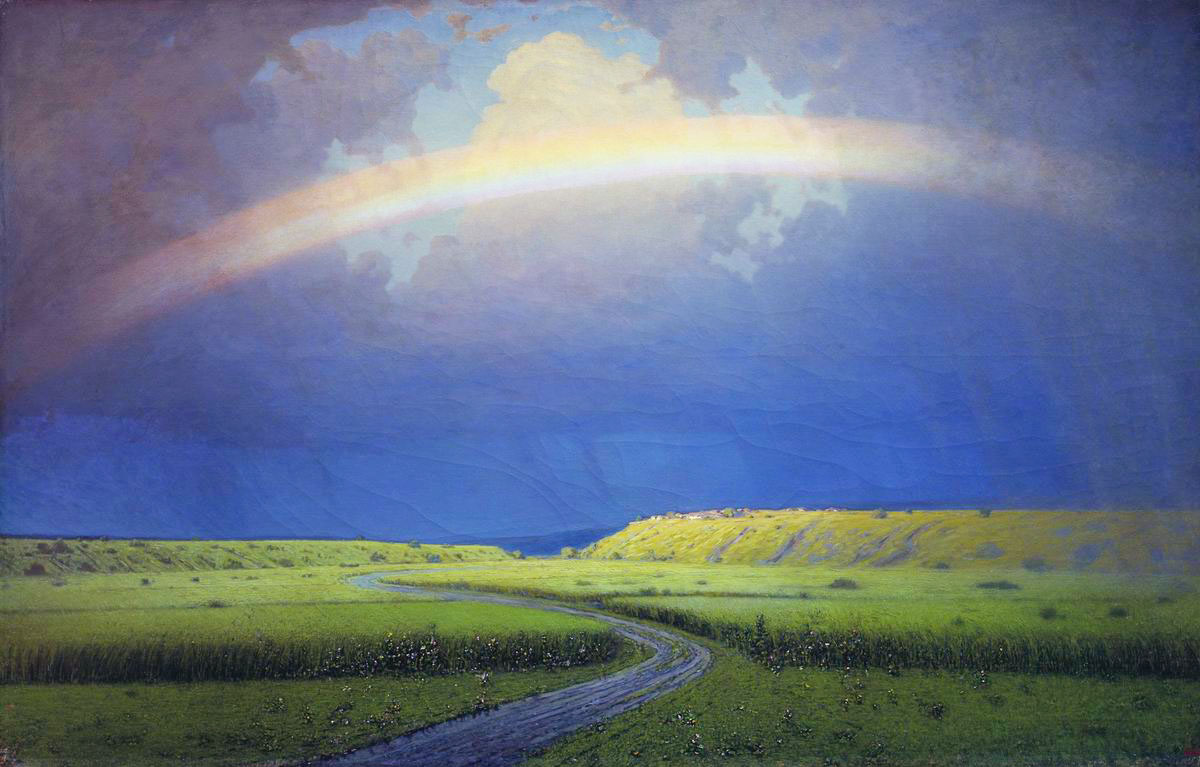
قوس قزح 1900-1905
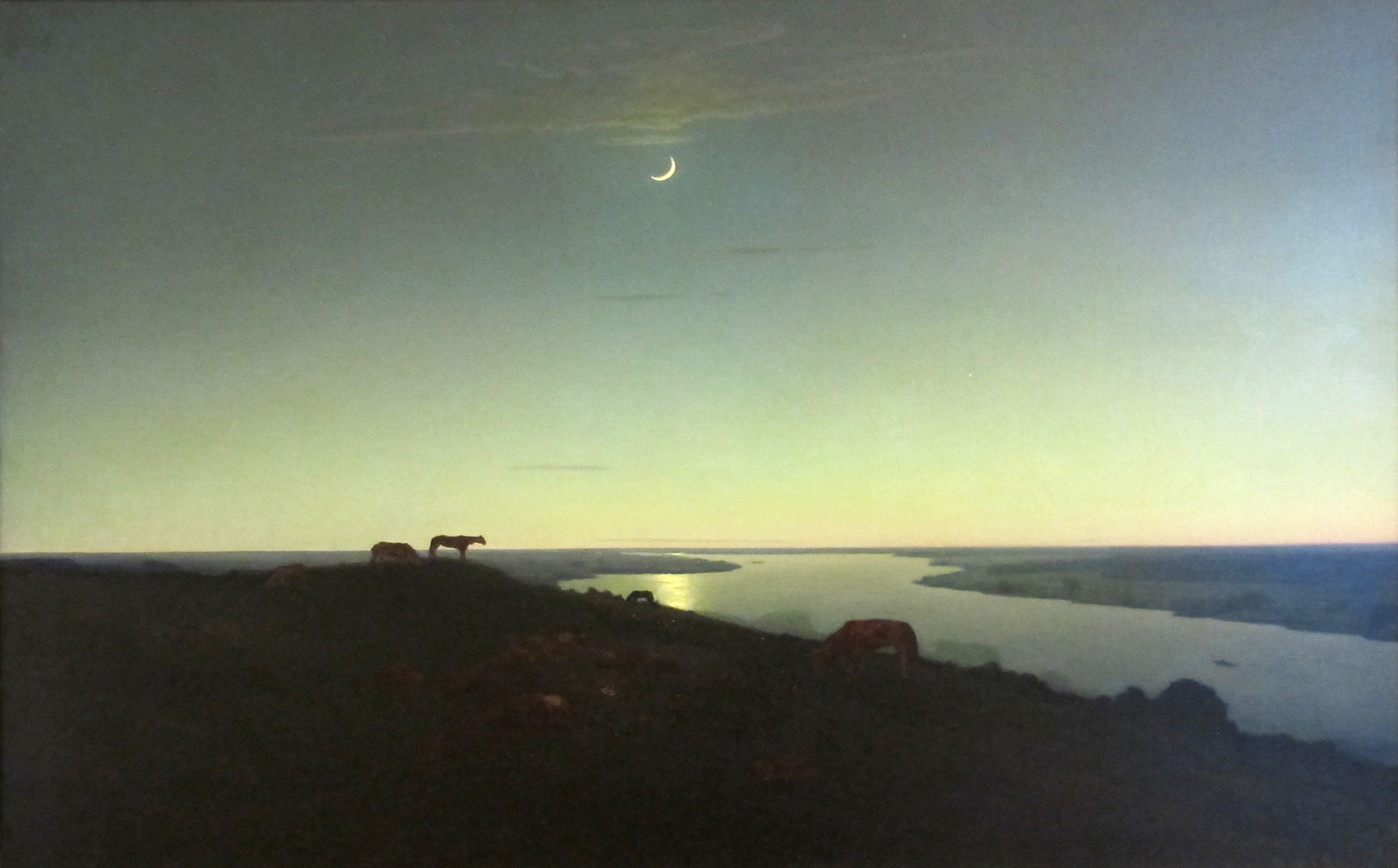
الليل ، 1905-1908

تميزت السنوات الأخيرة من حياة كويندزي بإبداع العديد من الروائع مثل لوحة قوس قزح (1900–1905 ، المتحف الروسي، سانت بطرسبرغ)، الغروب الأحمر (1905-1908 ، متحف المتروبوليتان للفنون، نيويورك)، الليل (1905-1908 ، المتحف الروسي، سانت بطرسبرغ). نجد في هذه اللوحات الأخيرة ذكريات الطفولة، وشغفه بتأمل السماء، وطريقته في الرسم التي تذكر اللوحات الأولى لشبابه.

### السنوات ألاحقة ووفاة كويندزي

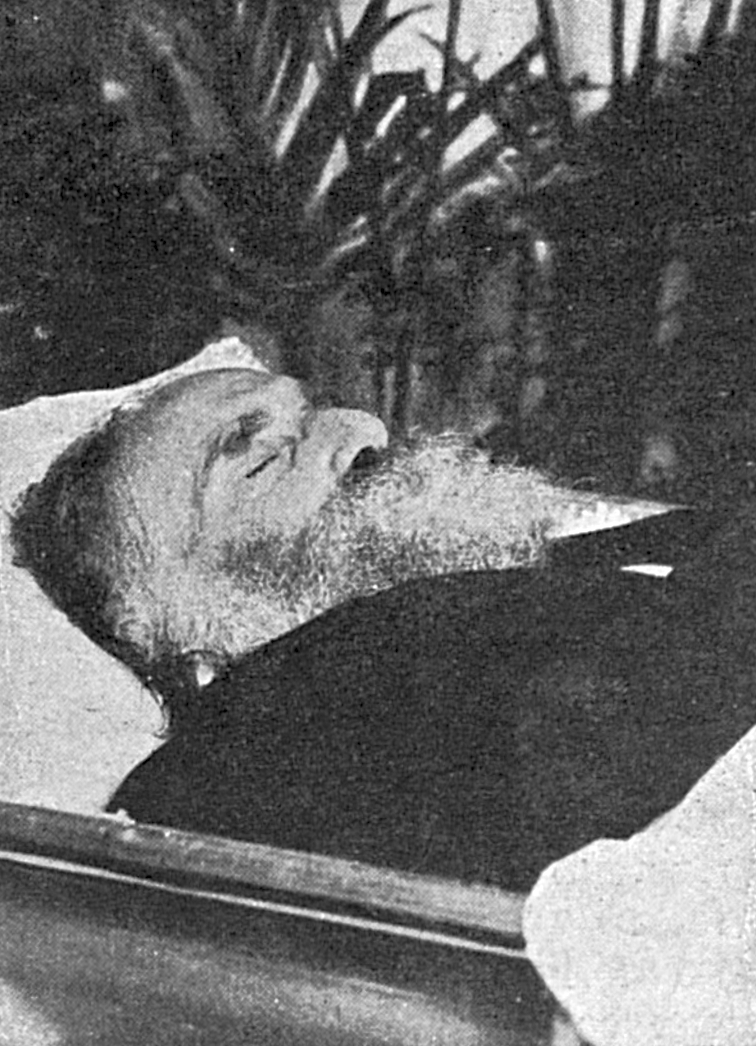
أرخيب كويندزي على فراش الموت 1910.

خلال صيف عام 1910 ، أثناء وجوده في شبه جزيرة القرم، عانى كويندزي من التهاب رئوي. بإذن من الأطباء، نقلته الزوجة إلى سانت بطرسبرغ، ولكن على الرغم من الآمال بالشفاء، تطور المرض بسبب حقيقة أنه كان مصحوبًا بقلب ضعيف. توفي أرخيب كويندزي في 24 يوليو 1910 في سانت بطرسبرغ، في منزله، في بيت اليسيف، خط 18 رصيفًا، شقة رقم 118.9 ودُفن في المقبرة الأرثوذكسية في سمولينسك.

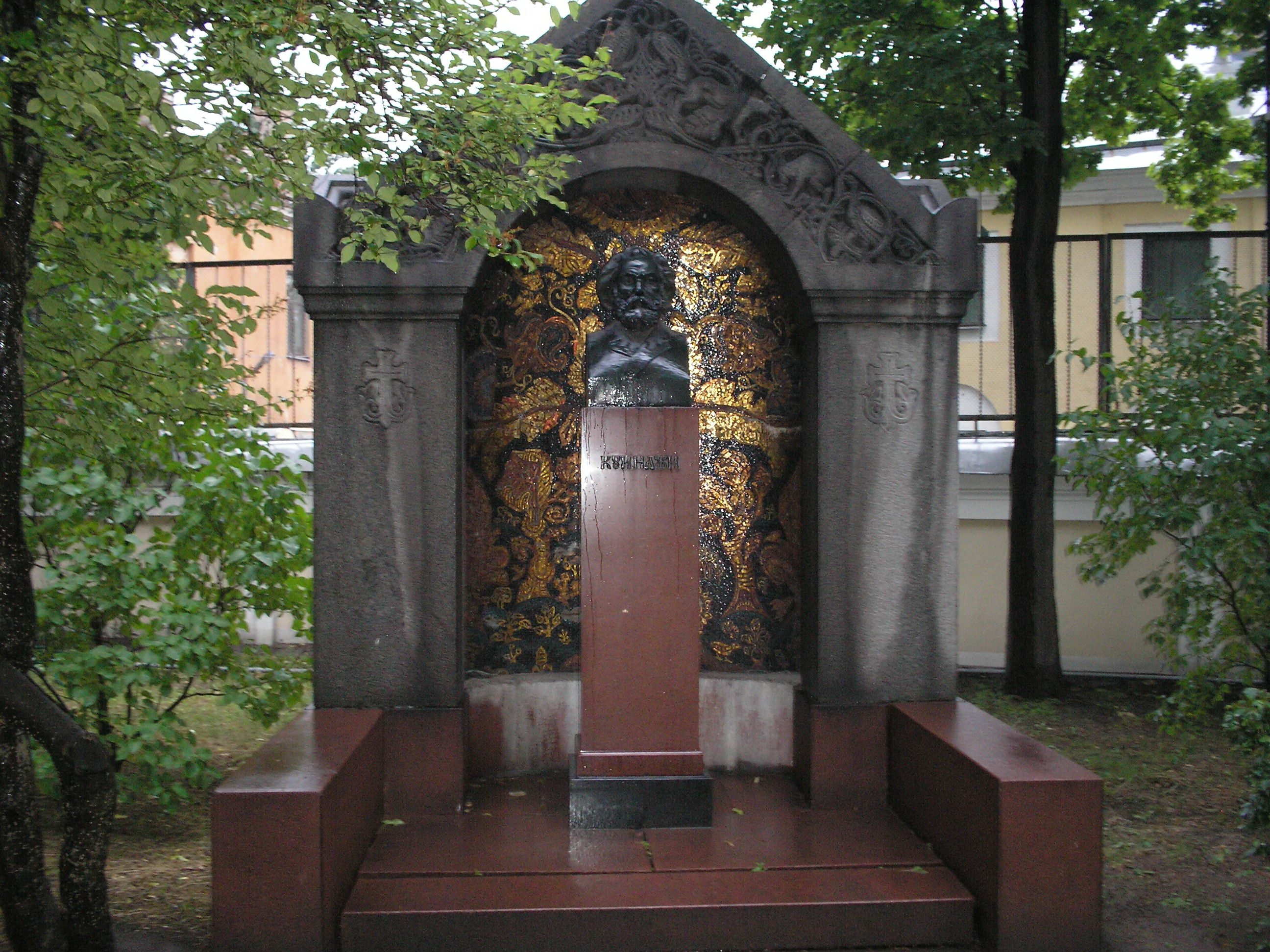
قبر كويندزي في مقبرة تيخفين بدير القديس ألكسندر نيفسكي.

نصب تمثال نصفي من البرونز وشاهدة قبر على قبره، وأمامه تم وضع بوابة من الجرانيت مع لوحة فسيفساء مزينة بشجرة الحياة، حيث تم استنساخ عش ثعبان. شارك في إنشاء شاهد القبر هذا: أليكسي شوشوسيف (المشروع)، فلاديمير بكليميشيف (التمثال النصفي) ونيكولاس رويريتش (الرسم التخطيطي للوحة)؛ تم تجميع الفسيفساء في ورشة فلاديمير فرولوف. في عام 1952 ، تم نقل الرماد والقبر إلى مقبرة تيخفين في دير القديس ألكسندر نيفسكي.
أورث الفنان ممتلكاته لجمعية الفنانين، التي أنشأها مع صديقه قسطنطين كريجيتسكي في نوفمبر 1908 بهدف دعم الفنانين المحتاجين. حصلت زوجته على معاش سنوي قدره 2500 روبل. لا تزال الوصية تذكر أفراد عائلته الذين ما زالوا يعيشون في ذلك الوقت. كما تم توريث جزء من ممتلكاته للكنيسة التي تعمد فيها حتى يمكن إنشاء مدرسة تحمل اسمه.
توفيت زوجته فيرا ليونتييفنا كوندجي بعد عشر سنوات في بتروغراد بعد المجاعة هناك.

## سرقة العمل

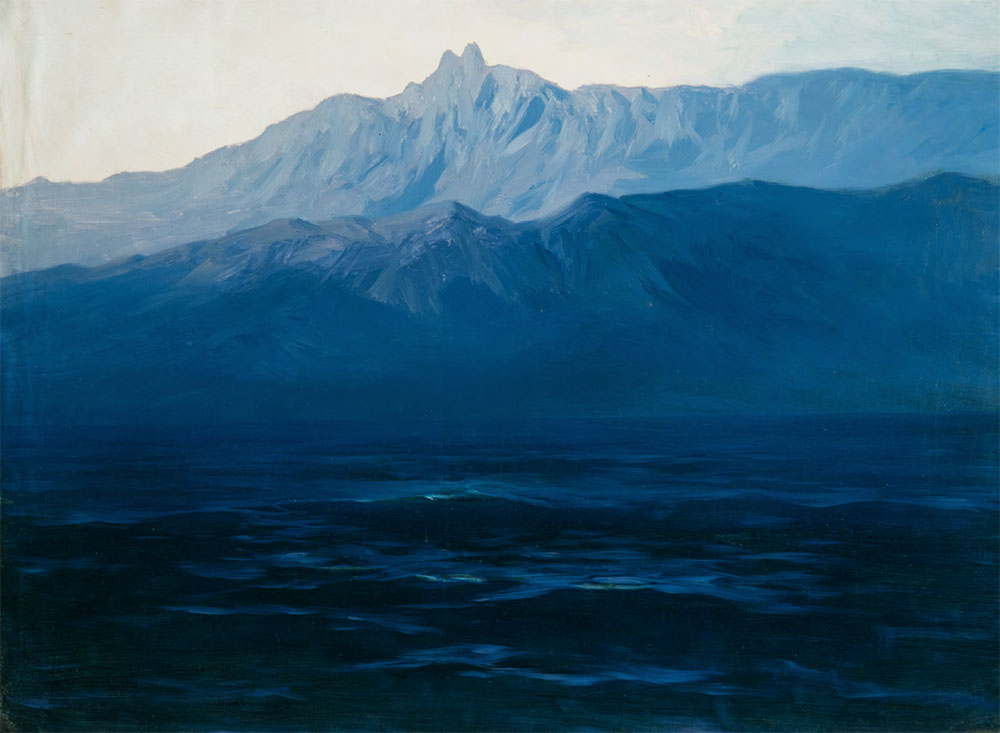
لوحة "جبل القرم" لكويندزي حوالي 1890، في عام 2019 سُرقت اللوحة في وضح النهار من معرض تريتياكوف في موسكو وتم استعادتها لاحقًا.

في يناير 2019 ، لوحته «جبل القرم». سُرقت في وضح النهار من معرض تريتياكوف في موسكو وتم استعادتها لاحقًا.

## المدرسة الروسية للمناظر الطبيعية

الطريق إلى ماريوبول 1875.

يحتل كويندزي مكانًا مهمًا في رسم المناظر الطبيعية في روسيا. إنه واحد من أكثر الأساتذة الأصليين في هذا المجال. نقطة انطلاقه هي لوحات المناظر البحرية التي رسمها إيفان أفازوفسكي. احتفظ بتأثيرات الضوء من القمر والشمس. ثم بتحول، عندما أستقر في سانت بطرسبرغ، إلى واقعية الهائمون. خلال المعارض الأولى لهذه المجموعة ، قدم أعمالًا أحادية اللون تقريبًا في موضوع تقليدي للمشهد الروسي في النصف الثاني من القرن التاسع عشر: مسارات لا نهاية لها ، وسهوب لا حدود لها كما في لوحة «الطريق إلى ماريوبول» 1875.. في هذا الوقت ، ظل مقتضبًا جدًا ولم يتجه كثيرًا نحو العالم الداخلي. في السنوات 1880-1890 ، تخلى كويندزي عن أي علامة على الوجود البشري وبدأ بتمثيل الطبيعة وحدها من خلال فهم جوهرها. كان كويندزي مفتون بالتناقضات بين ضوء الشمس وضوء القمر. بالنسبة إلى الخبير الفني تاتيانا كاربوفا ، نائبة مدير معرض تريتياكوف، أن لوحاته لا تمثل ضوء النجوم ، ولا تراقبه ، فهي تنقل المادة الكونية وجوهر الظواهر الطبيعية. أذهل ضوء القمر في لوحة «على نهر الدنيبر» الجمهور فعليًا في عام 1880. في هذه اللوحة ، يقترب كويندزي من الحد الذي يفصل بين الفن التشكيلي والفن التجريدي. في غضون عشر سنوات ، مر الرسام بالمراحل الرئيسية لتطور الرسم في أوروبا ، بدءًا من الواقعية حتى وصل إلى عتبة الفن الحديث. علاوة على ذلك ، إذا كان في السنوات 1870-1880 لا يزال يظهر ظل بعض الشخصيات في لوحاته ، ففي سنوات 1890 لم يعد يمثل الطبيعة فقط ، بل أصبح موضوعه الحقيقي هو الضوء ، والإحساس الذي يسببه. مع إسحاق ليفيتان ، يعتبر كويندزي أحد الممثلين الرئيسيين للإضاءة في الفن الروسي.

## تبرعاته لخدمة الفنون

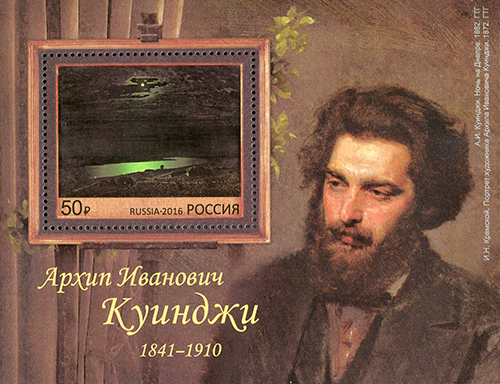
طابع بريدي روسي ، 2016 لبورتريه بريشة إيفان كرامسكوي عام 1872 لكويندزي.

عندما اشتهر كويندزي وبدأت لوحاته في البيع بأسعار عالية ، اشترى الفنان منزلًا مستأجرًا في سانت بطرسبرغ في جزيرة فاسيليفسكي، وقام بتجديده ، واستخدمه في نهاية حياته لكسب الدخل من خلال استئجار الشقق.  يعيش هو وزوجته بشكل متواضع للغاية ، ومعظم أرباح بيع لوحاته تبرع بها الزوجان للجمعيات الخيرية. وهكذا ، في عام 1904 ، تبرع كويندزي لأكاديمية الفنون الجميلة بمبلغ 100 الف روبل لمكافأة 24 جائزة سنوية للطلاب الأكثر استحقاقًا ، وفي عام 1909 تبرع لجمعية الفنانين بمبلغ 150 ألف روبل بالإضافة إلى ممتلكاته في القرم. في عام 1909 ، أعطى الجمعية الإمبراطورية لتشجيع الفنون الجميلة مبلغًا قدره 11 ألف و 700 روبل لجوائز رسم المناظر الطبيعية.
بناءً على طلب جمعية تاغانروغ لدراسة الآثار الإقليمية والمحلية ، تبرعت جمعية الفنانين ، بعد وفاة كويندزي ، بدراسات لوحات «قوس قزح» 1900-1905 و «الأمواج» إلى متحف تاغانروغ. اليوم ، هذه الأعمال هي جزء من مجموعات متحف تاغانروغ للفنون. يتم الاحتفاظ بعملين آخرين هناك: البحر الليلي والقرية المنسية. في عام 1914 ، سلم ممثلو هذه الشركة إلى معرض يكاترينوسلاف (الآن متحف دنيبروبتروفسك للفنون الجميلة) العديد من الرسومات التي يرجع تاريخها إلى الأعوام 1880-1900 وغير معروفة لعامة الناس. أدت كل دراسة من هذه الدراسات في النهاية إلى إنشاء لوحات كبيرة: دراسة «بعد العاصفة» أعدت دراسة اللوحة «القرية والجبال والقمم المغطاة بالثلوج»، وتحولت إلى لوحة «القوقاز» (1890-1895 ، المتحف الروسي، سانت بطرسبرغ)، والسحابة على السهوب فيما بعد إلى لوحة «سحابة» المتحف الروسي، سانت بطرسبرغ.

## اقتباسات عن الرسام
"كان وهم النُور إلهه الخاص ولا يوجد رسام يضاهيه من أجل تحقيق هذه المعجزة في الرسم. إليا ريبين "
"لم يكن كويندزي فنانًا عظيمًا فحسب ، بل كان أيضًا أنساناً عظيمًا في الحياة. لم تكن حياته الخاصة شائعة ، فقد كان وحيدًا إلى حد ما ولم يعرف عمق روحه سوى المقربين منه. في الظهيرة بالضبط صعد إلى سطح منزله ، وهناك ، بمجرد أن طاف ، تجمعت آلاف الطيور حوله. لقد غذى في يديه أصدقاء لا حصر لهم: الحمام ، العصافير ، الغربان ، السنونو. كأن كل طيور العاصمة أتت لتغطي كتفيه وذراعيه ورأسه. قال لي: "اقترب ، سأقول لهم أن لا يخافوا منك". لا ينُسى منظر هذا الرجل ذو الشعر الشيب والابتسام المغطى بطيور النقيق ؛ ستبقى واحدة من أجمل الذكريات في حياتي ... إحدى ملذات كويندزي المفضلة كانت مساعدة الفقراء دون أن يعرفوا من أين جاء هذا الكرم. كانت حياتها كلها فريدة من نوعها ... إيليا ريبين »

## معرض الصور

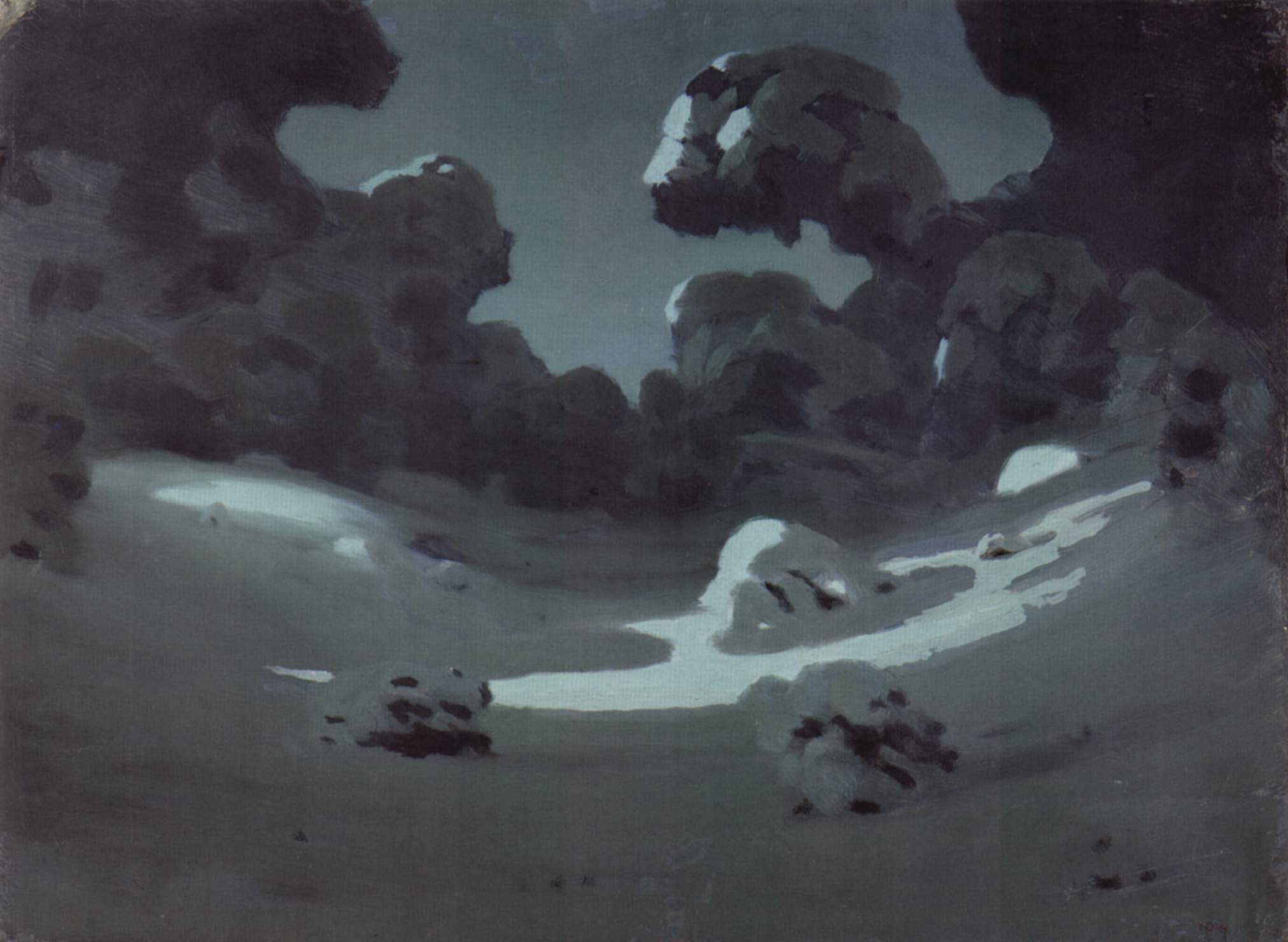
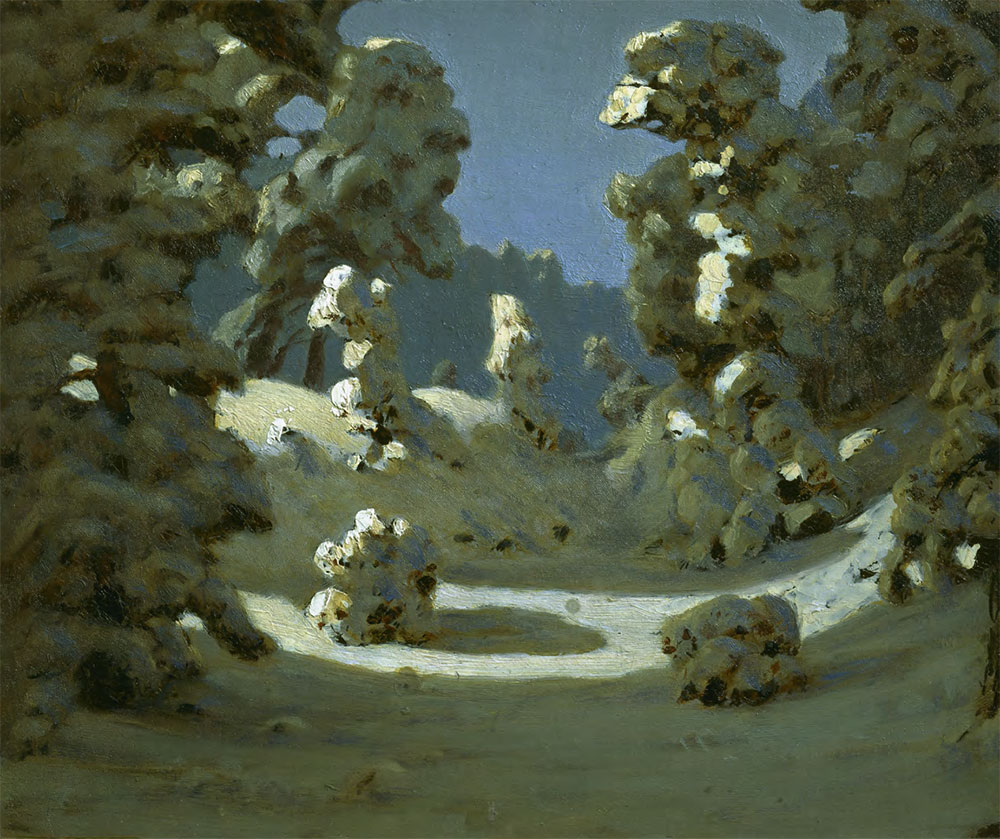
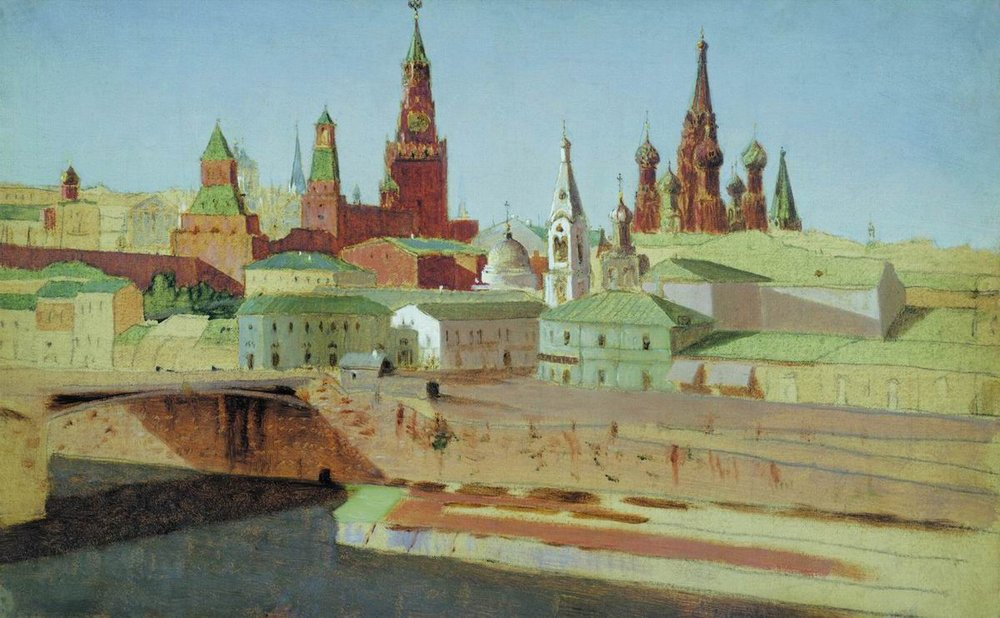
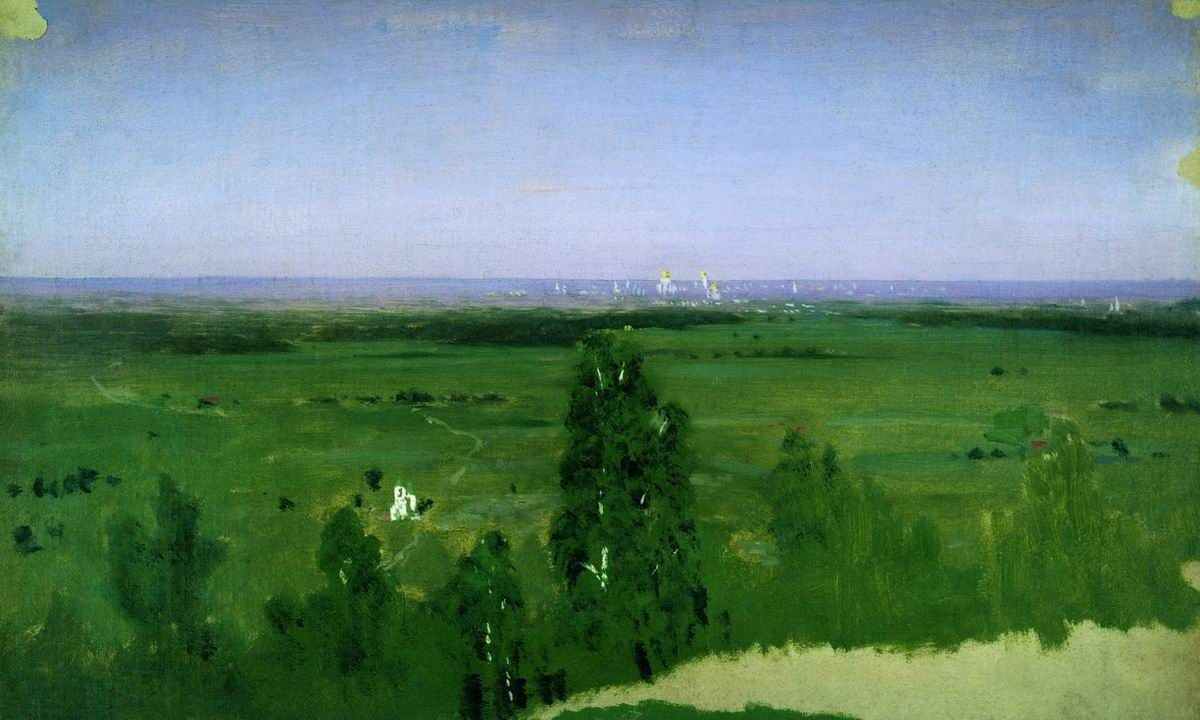
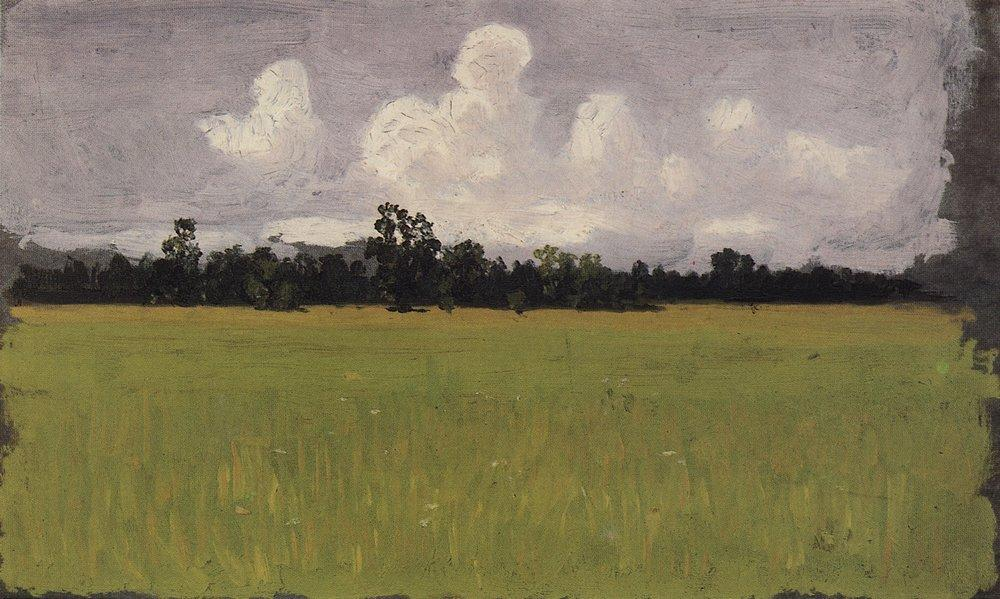
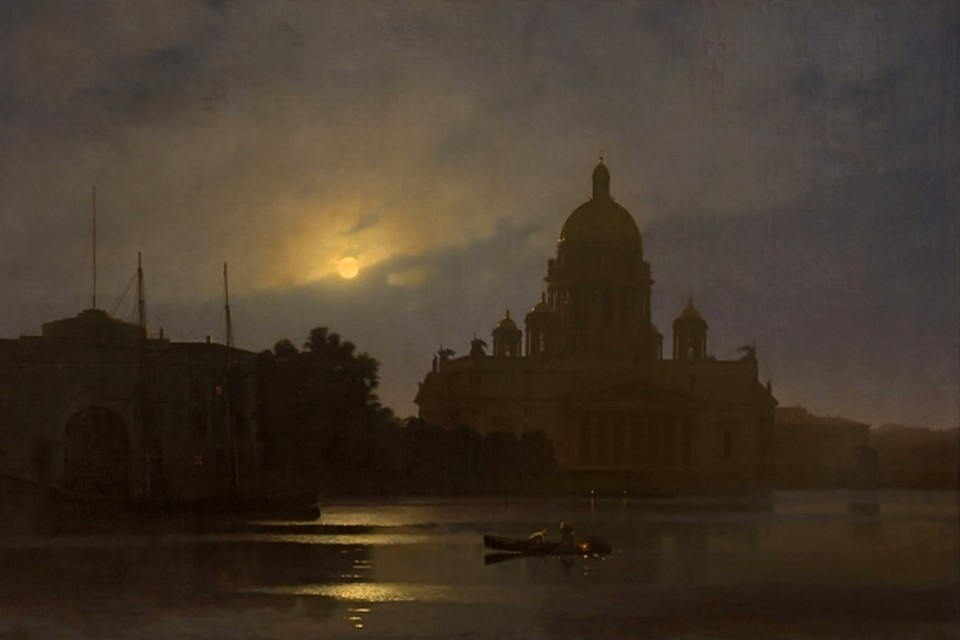
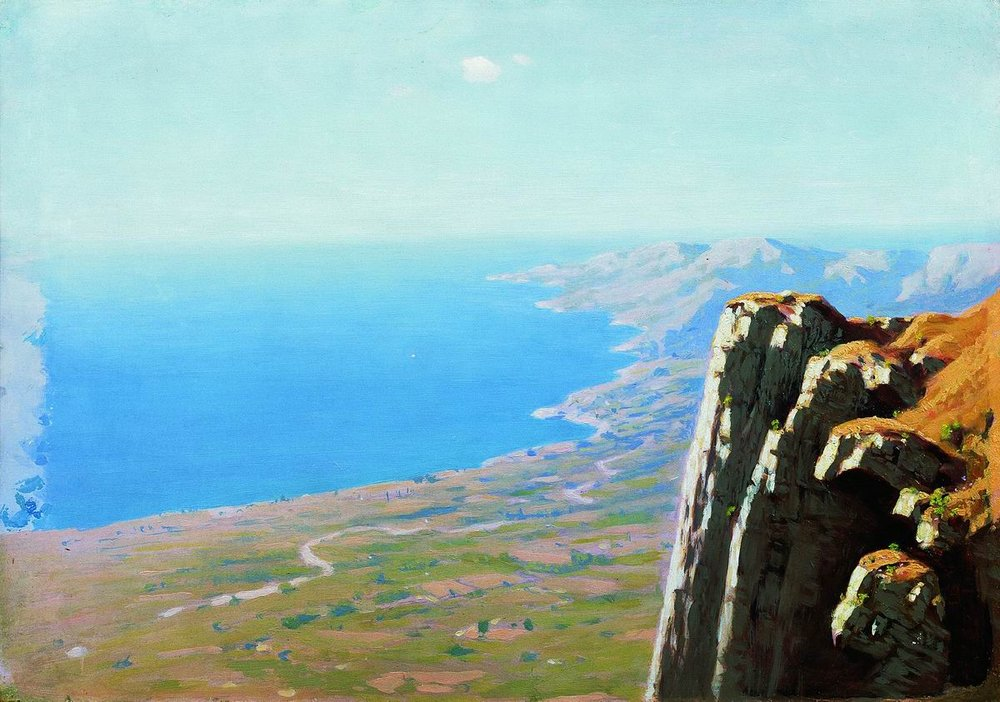
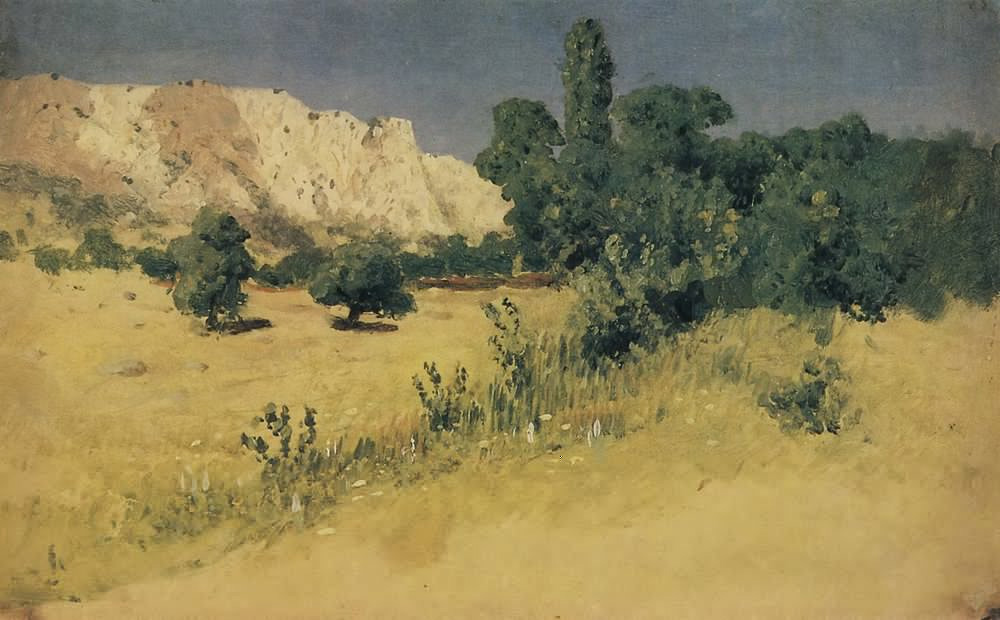
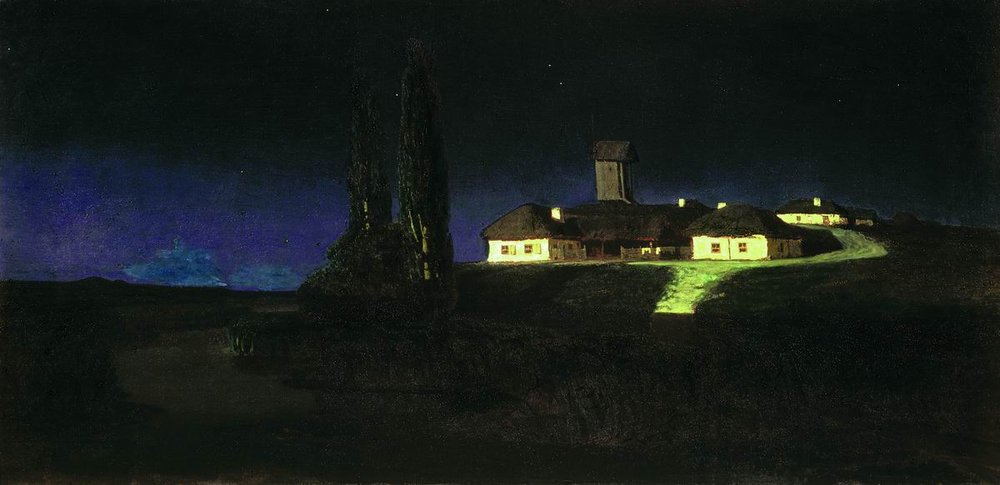
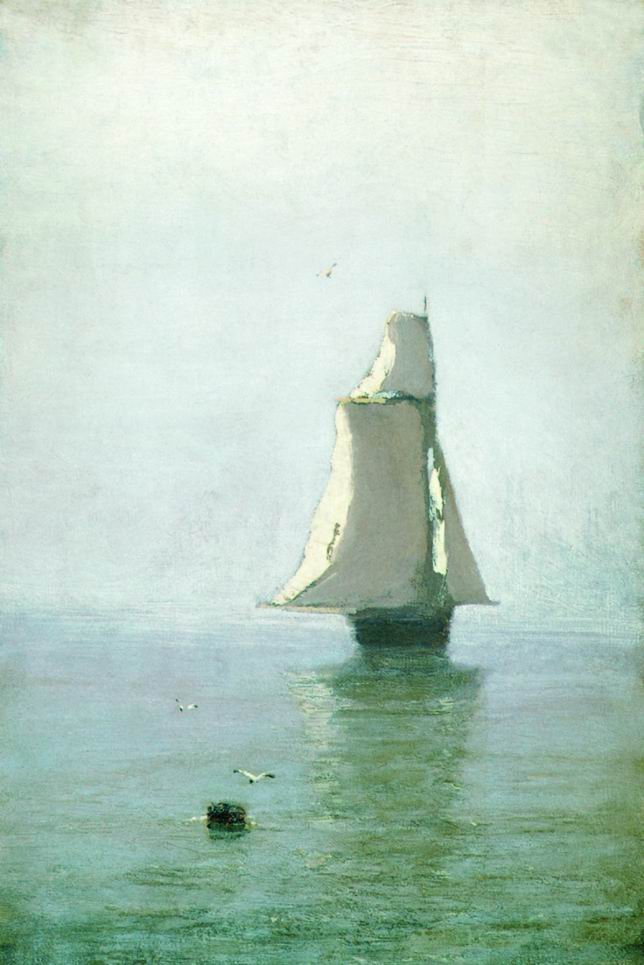